# Neoclassicistische architectuur

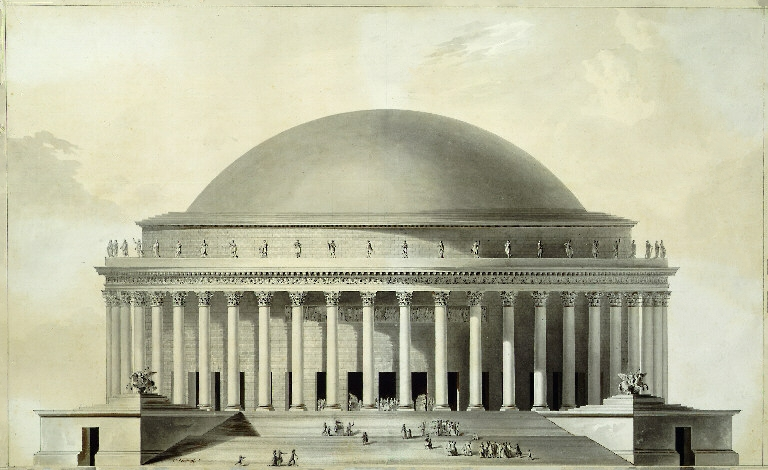
Projet d'Opéra, ontwerp van Étienne-Louis Boullée uit 1781.

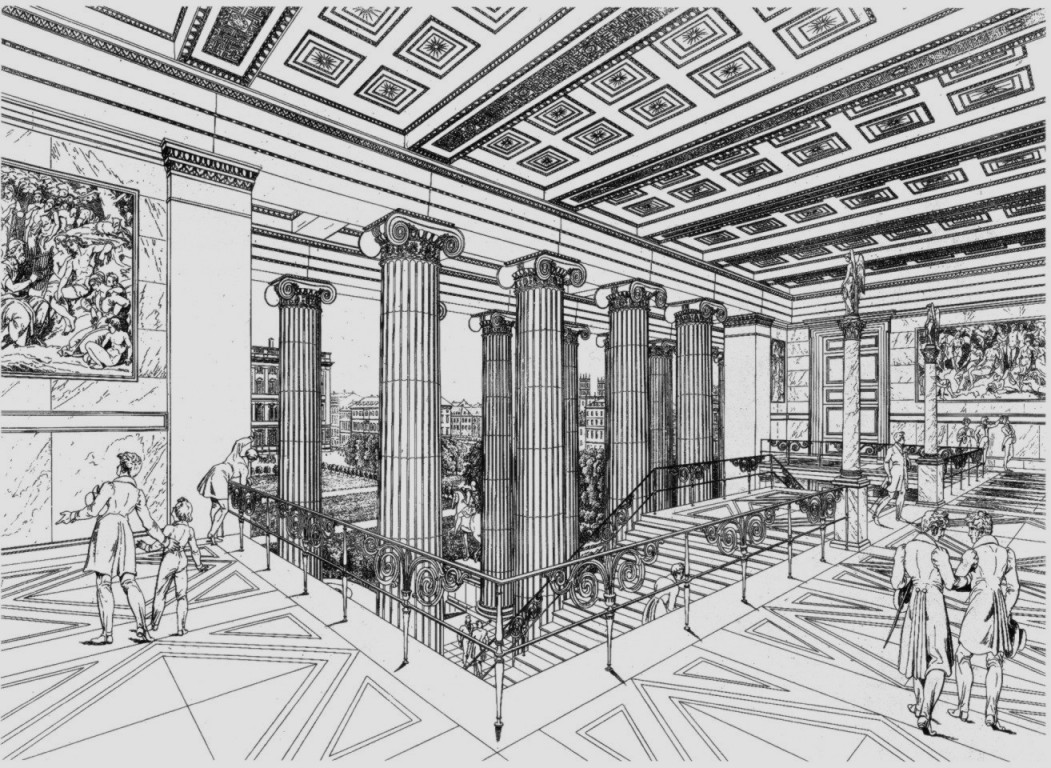
Altes Museum, Berlijn (interieurschets Karl Friedrich Schinkel, 1829).

Neoclassicistische architectuur is een architectuurstijl die, in lijn met de bredere kunststroming van het neoclassicisme, een terugkeer naar de idealen van de oude Griekse en Romeinse bouwkunst voorstond. Het neoclassicisme in de bouwkunst ontstond enerzijds als een reactie op de zwierige vormen van de barok- en rococo-architectuur, anderzijds als een voortzetting van de classiciserende tendensen in de bouwkunst van de tweede helft van de 18e eeuw (Lodewijk XVI-stijl). De stroming beleefde in Europa een hoogtepunt tussen ca. 1770 en 1840. In veel landen, ook buiten Europa, vond de stijl ook later in de 19e, en zelfs in de 20e eeuw nog navolging. Sommige architecten ontleenden hun klassieke beeldtaal op een indirecte manier aan voorbeelden uit de renaissance of het werk van de Italiaanse architect Andrea Palladio; deze varianten worden meestal aangeduid als neorenaissance en neopalladianisme. In Duitstalige landen (en in Oost-Europa) wordt meestal gesproken over Klassizismus, waar elders de term neoclassicisme wordt gebruikt.

## Zuid-Europa
De Griekse koning Otto I was, evenals zijn vader Ludwig I van Beieren, een groot liefhebber van de klassieke architectuur. In zijn opdracht bouwde de Duitse architect Friedrich von Gärtner in Athene het koninklijk paleis, thans het Parlement van Griekenland. De van oorsprong Deense architect Theophil Hansen ontwierp in de Griekse hoofdstad een laat-neoclassicistisch ensemble, bestaande uit de Universiteit van Athene, de Nationale Academie en de Nationale Bibliotheek. Hansen, die ook in Wenen actief was, was ook de architect van het Zappeion, dat overeenkomsten vertoont met het Oostenrijkse Parlement.
In Napels waren Stefano Gasse en Leopoldo Laperuta de leidende neoclassicistische architecten. Eerstgenoemde bouwde er een tweetal tempeltjes en de sterrenwacht van Capodimonte; laatstgenoemde bouwde in Napels het Palazzo della Prefettura en de Basilica di San Francesco di Paola. Andere Italiaanse bouwmeesters waren vooral in Rome werkzaam: Luigi Poletti, Cosimo Morelli en Giuseppe Valadier. De laatste restaureerde een aantal klassieke Romeinse monumenten, waaronder het Colosseum, de Boog van Titus en de Tempel van Portunus. In Genua was de architect Carlo Barabino van belang. Hij bouwde er de Opera (Teatro Carlo Felice) en de façade van de San Sirokerk, en maakte diverse stadsuitbreidingsplannen, waaronder het ontwerp van de monumentale begraafplaats Staglieno. In de provincie Verona is de Dom van Cologna Veneta neoclassicistisch. Meerdere Italiaanse architecten waren in deze periode in Rusland werkzaam (zie hieronder).
In Spanje en Portugal zijn relatief weinig neoklassieke bouwwerken te vinden. De Italiaan Francesco Sabatini werkte een groot deel van zijn leven in Madrid. Zijn kerken en paleizen bewegen zich tussen late barok, neoclassicisme en neorenaissance. Juan de Villanueva ontwierp in Madrid het stadhuis, de botanische tuinen en het Prado-museum. De architect Torcuato Benjumeda was vooral werkzaam in Andalusië, met name in Cádiz.

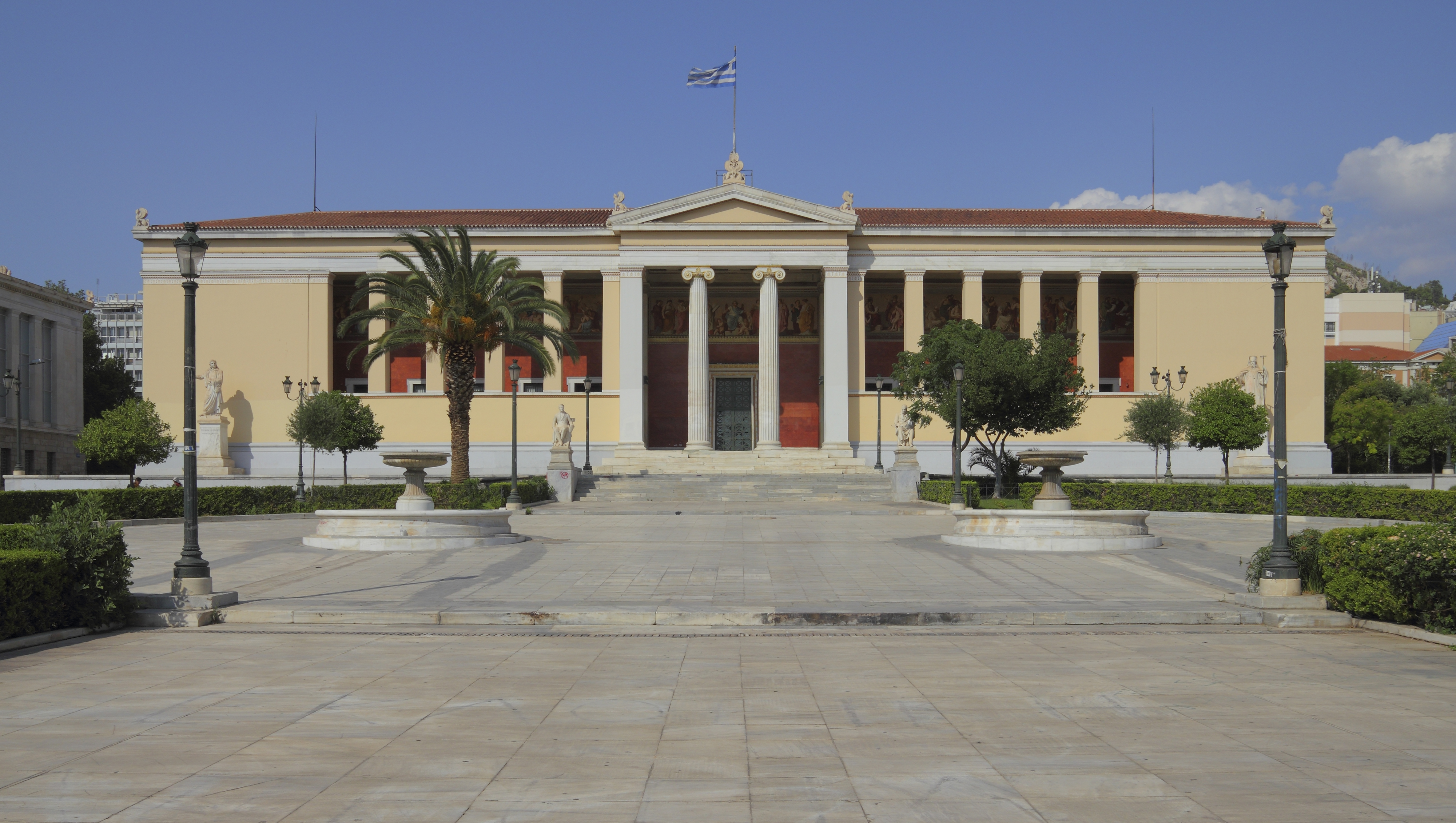
Theophil Hansen: Universiteit van Athene, 1859
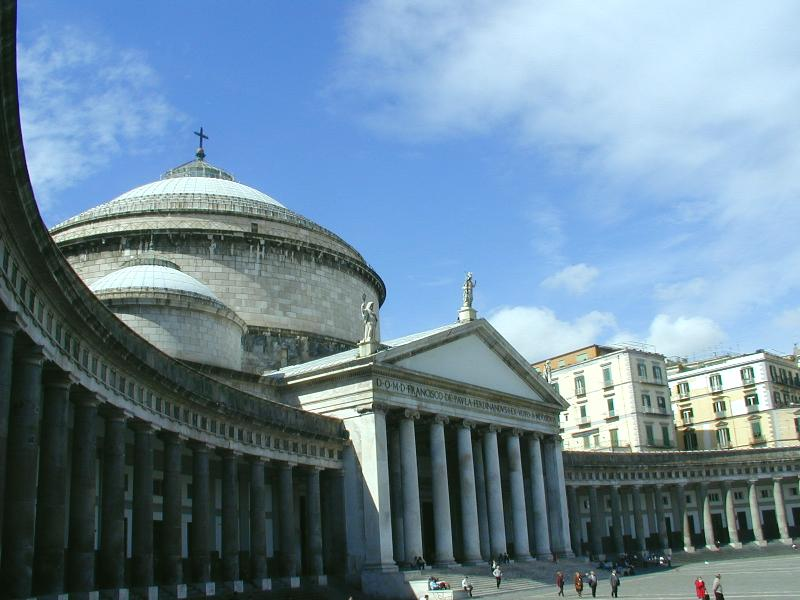
Leopoldo Laperuta: San Francesco di Paola, Napels, 1824
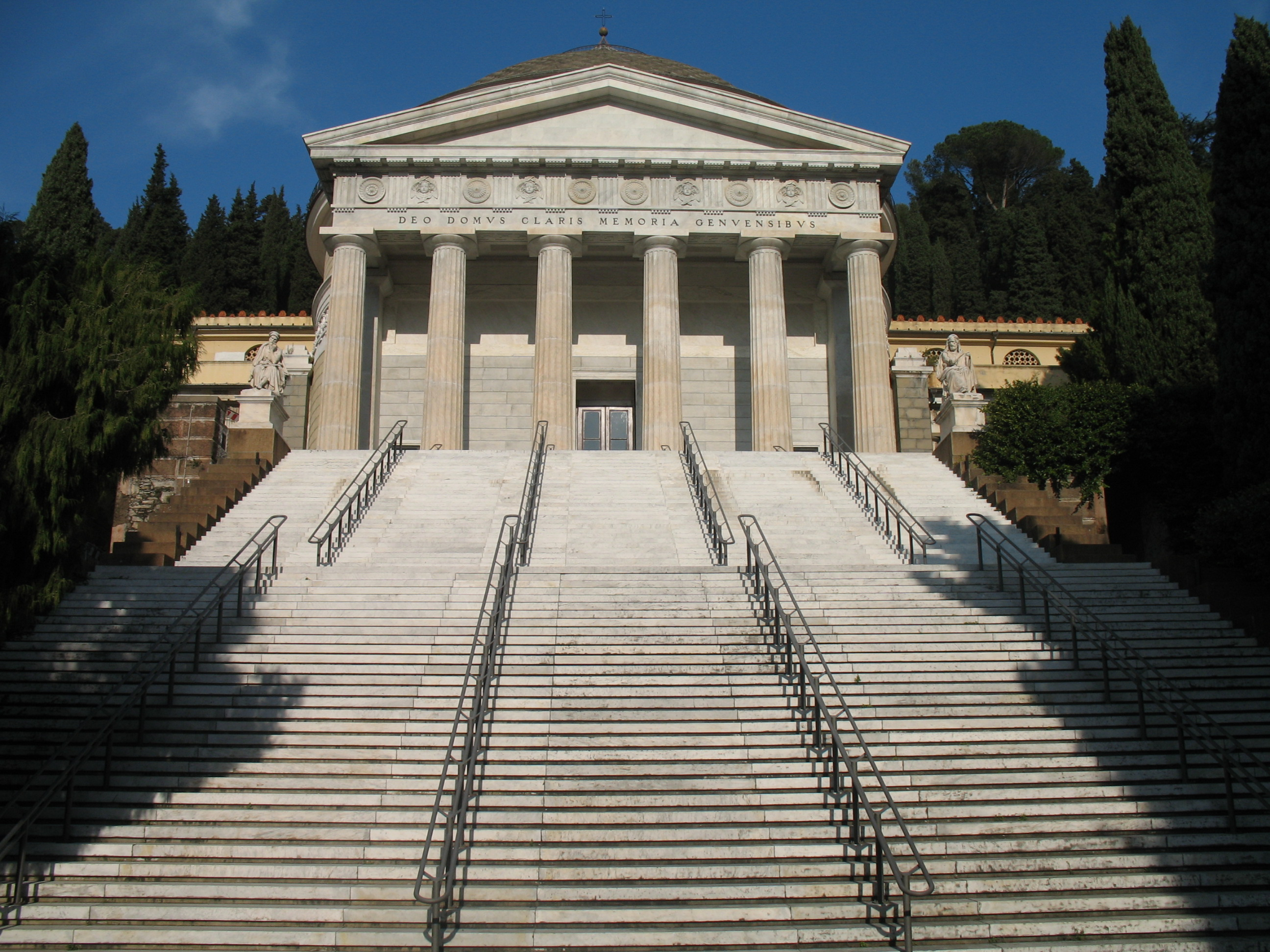
Carlo Barabino: Monumentale begraafplaats van Staglieno, Genua, 1844-51
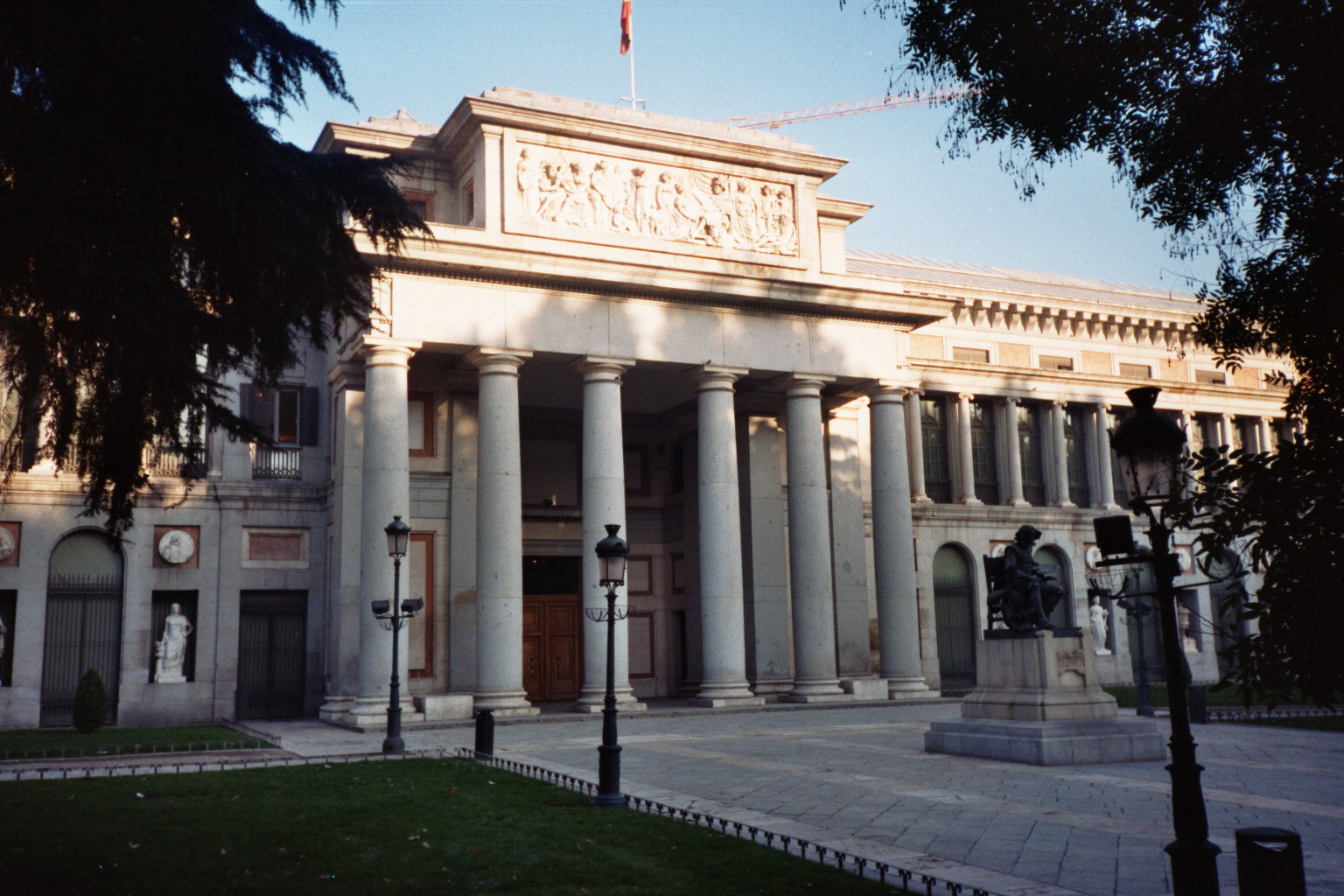
Juan de Villanueva: Prado, Madrid, 1785

## Frankrijk
De Fransman Ange-Jacques Gabriel was met zijn ontwerpen voor de Place de la Concorde en de École Militaire in Parijs, en de Koninklijke Opera en het Petit Trianon in Versailles een van de belangrijkste vertegenwoordigers van de Lodewijk XVI-stijl in Frankrijk en was daarmee tevens een wegbereider van het neoclassicisme. Ook het werk van de 18e-eeuwse architectuurtheoretici Étienne-Louis Boullée en Claude-Nicolas Ledoux wordt gezien als belangrijk voor de ontwikkeling van het neoclassicisme in Europa. Van de eerste zijn maar heel weinig ontwerpen gerealiseerd; de laatste beoogde met zijn Koninklijke zoutziederij van Arc-et-Senans een idealistische en visionaire stad te scheppen. Enkele invloedrijke gebouwen uit deze tijd zijn het Panthéon van Jacques-Germain Soufflot, het Théâtre de l'Odéon van Charles De Wailly en het Grand Théâtre de Bordeaux van Victor Louis. De belangrijkste neoclassicistische bouwmeesters in het vroeg-19e-eeuwse Parijs waren Pierre-Alexandre Vignon (Église de la Madeleine), Jean Chalgrin (diverse gebouwen in Versailles, Arc de Triomphe) en Alexandre-Théodore Brongniart (Beurs van Parijs, Père-Lachaise). Een laat voorbeeld van Frans neoclassicisme is het Paleis van Justitie van Lyon, dat spottend « les 24 colonnes » wordt genoemd.

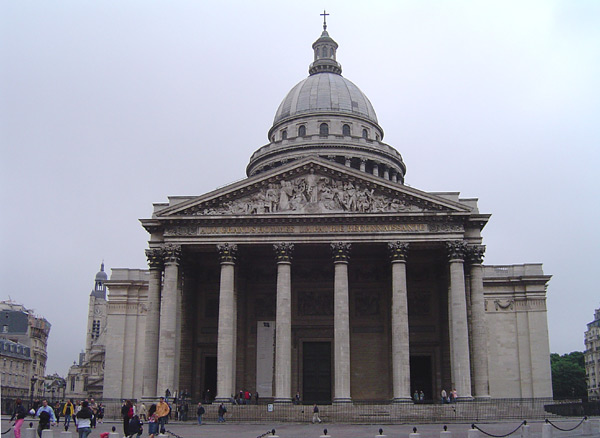
Jacques-Germain Soufflot: Panthéon, Parijs, 1758-90
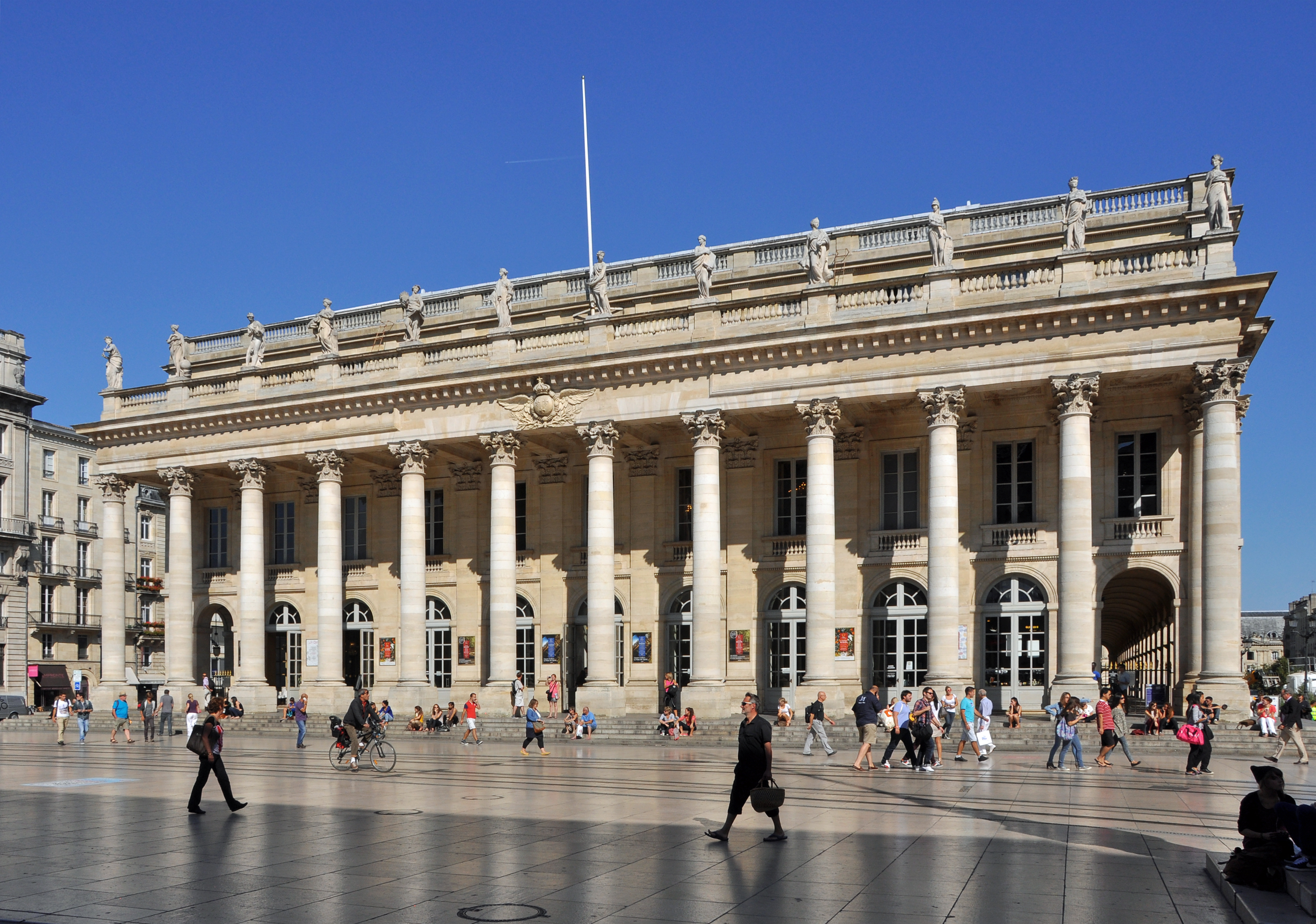
Victor Louis: Grand Théâtre de Bordeaux, 1773-80
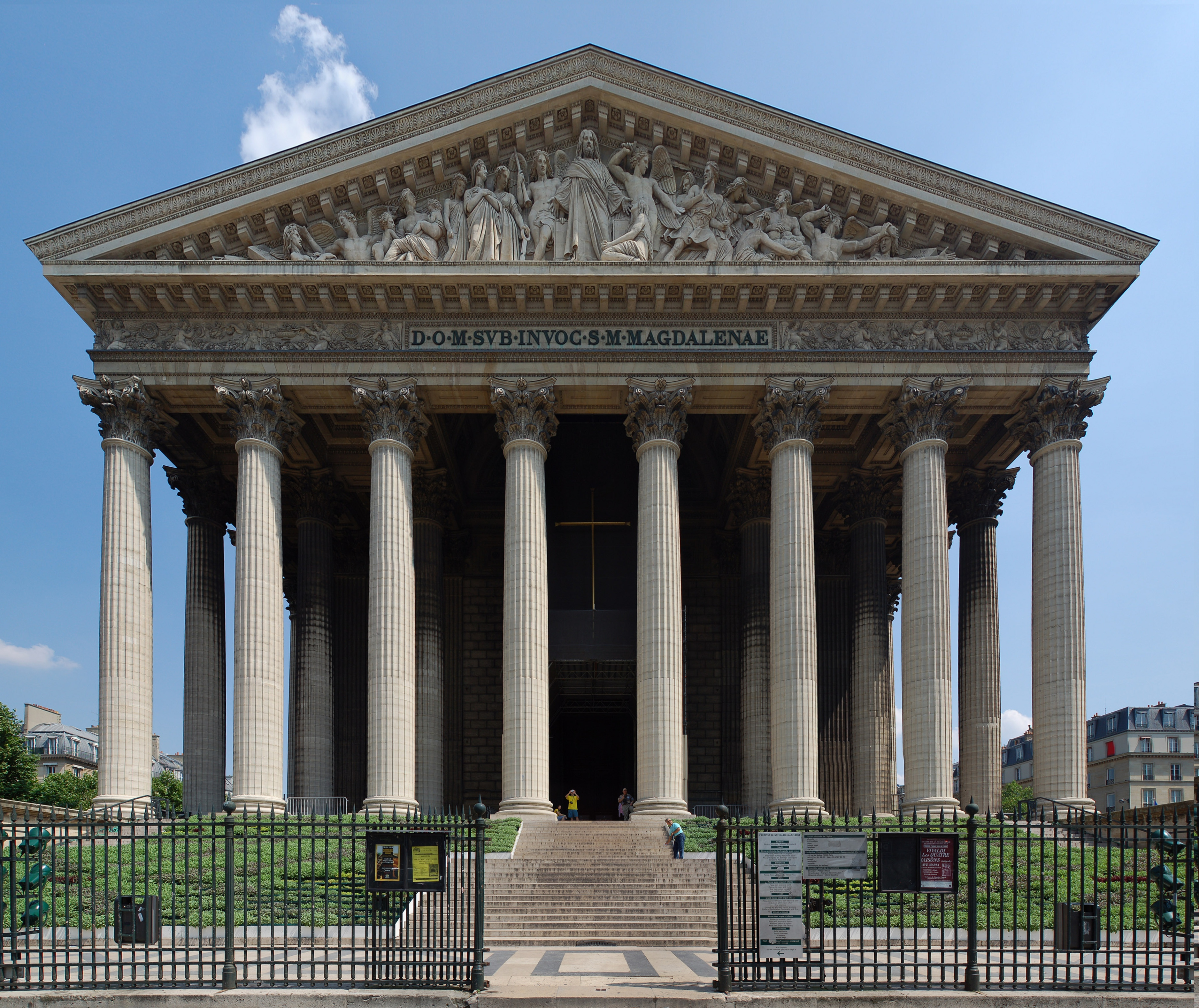
Pierre-Alexandre Vignon: La Madeleine, Parijs, 1806-42
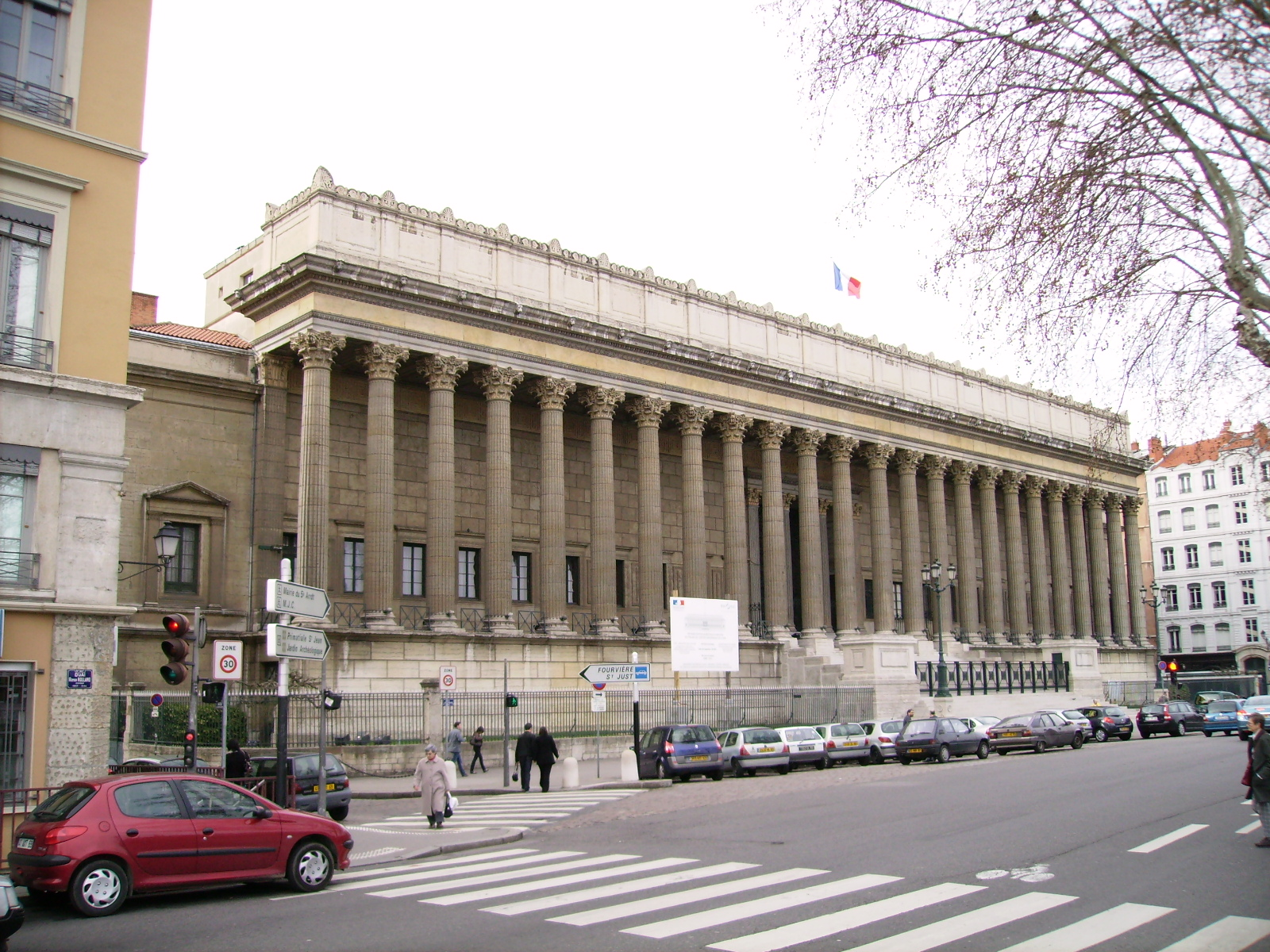
Louis-Pierre Baltard: Paleis van Justitie, Lyon, 1835-42

## België en Nederland

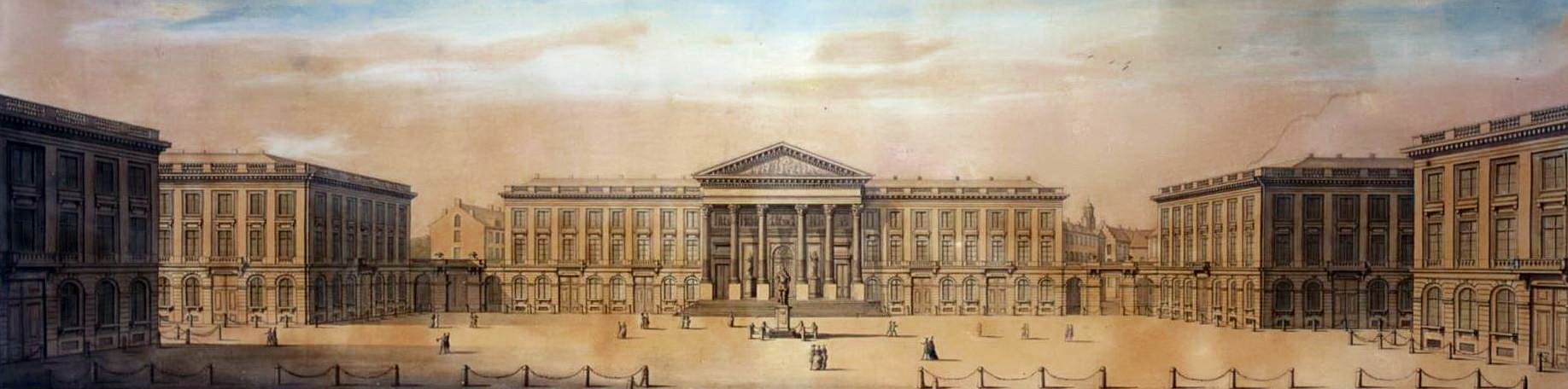
Het Koningsplein in Brussel, kort na de herbouw door Barré, Guimard & Montoyer. Centraal de Sint-Jacobskerk, nog zonder koepel (ets F. Lorent, 1778)

In de Zuidelijke Nederlanden waren de laat-18e-eeuwse bouwwerken van Laurent-Benoît Dewez (onder andere het Kasteel van Seneffe) van grote invloed op de ontwikkeling van het neoclassicisme. De Fransman Charles De Wailly bouwde in deze periode het Kasteel van Laken en een theater bij het Kasteel van Seneffe. Ook in het onafhankelijk geworden Koninkrijk België droegen een aantal architecten, waaronder Pierre Bruno Bourla, Tieleman Franciscus Suys en Lodewijk Roelandt, het klassieke idioom een warm hart toe. De stijl is vooral zichtbaar op het Martelarenplein en in het regeringsdistrict van de Belgische hoofdstad. Ook elders getuigen imposante bouwwerken van de populariteit van het neoclassicisme in het jonge koninkrijk, zoals de Gentse Opera, de aula van de universiteit en het Oud Gerechtsgebouw in dezelfde stad, de Bourlaschouwburg in Antwerpen, de Opera van Luik en het Casino van Spa. De Koninklijke Muntschouwburg in Brussel van Joseph Poelaert kan gezien worden als een laat voorbeeld van deze stijl.

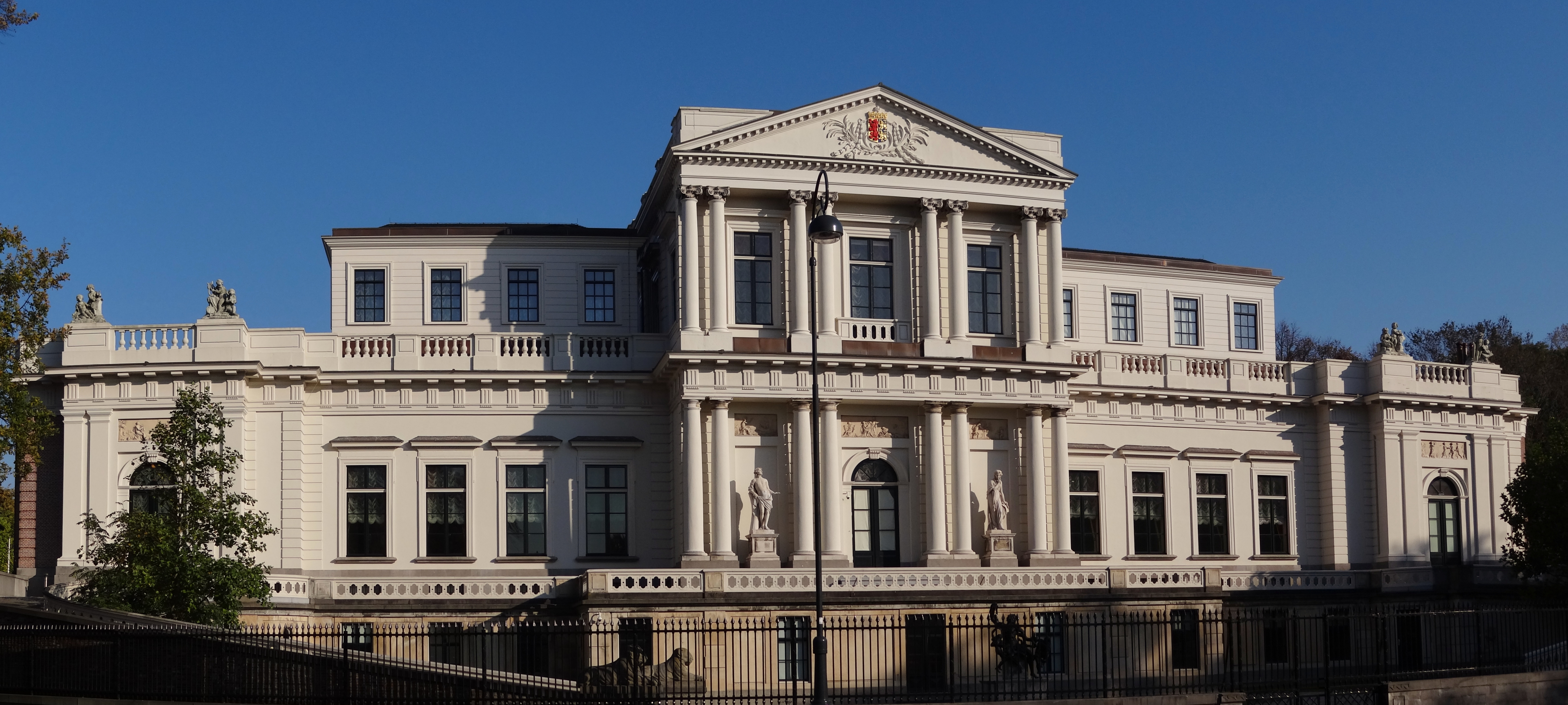
Paviljoen Welgelegen in Haarlem, door een onbekende architect, 1785-89

In Nederland verrezen naar verhouding weinig bouwwerken in neoklassieke stijl. De Beurs van Zocher op de Dam in Amsterdam werd al rond 1900 gesloopt. Het Stadhuis van Groningen en het gebouw Felix Meritis in Amsterdam, beide ontworpen door Jacob Otten Husly, zijn zeldzame voorbeelden van vroeg neoclassicisme in Nederland. Het Paviljoen Welgelegen in Haarlem geldt als een puur voorbeeld van de stijl. Van het Paleis Soestdijk zijn alleen de later gebouwde zijvleugels neoclassicistisch. De Paleizen van Justitie van Amsterdam, Zwolle en Leeuwarden, alsmede het Stadhuis van Utrecht behoren eveneens tot deze stijl. Voorbeelden van kleinere neoclassicistische bouwwerken en monumenten zijn: het Vaalsbroek Mausoleum en de Obelisk van Vaals (Moretti, ca. 1790), de Graftombe van Nellesteyn in Leersum (Zocher jr, 1818) en de grafmonumenten van de families Macpherson-van Meeuwen (1846), De Stuers (1861), Hartog van Banda (1873), Carré (1891) en Bentinck (1927).
Zowel in Nederland als in België kunnen de meeste kerken uit de eerste helft van de 19e eeuw - in Nederland meestal aangeduid als waterstaatskerken - tot de neoclassicistische architectuur gerekend worden. De Mozes en Aäronkerk in Amsterdam is hiervan een voorbeeld.

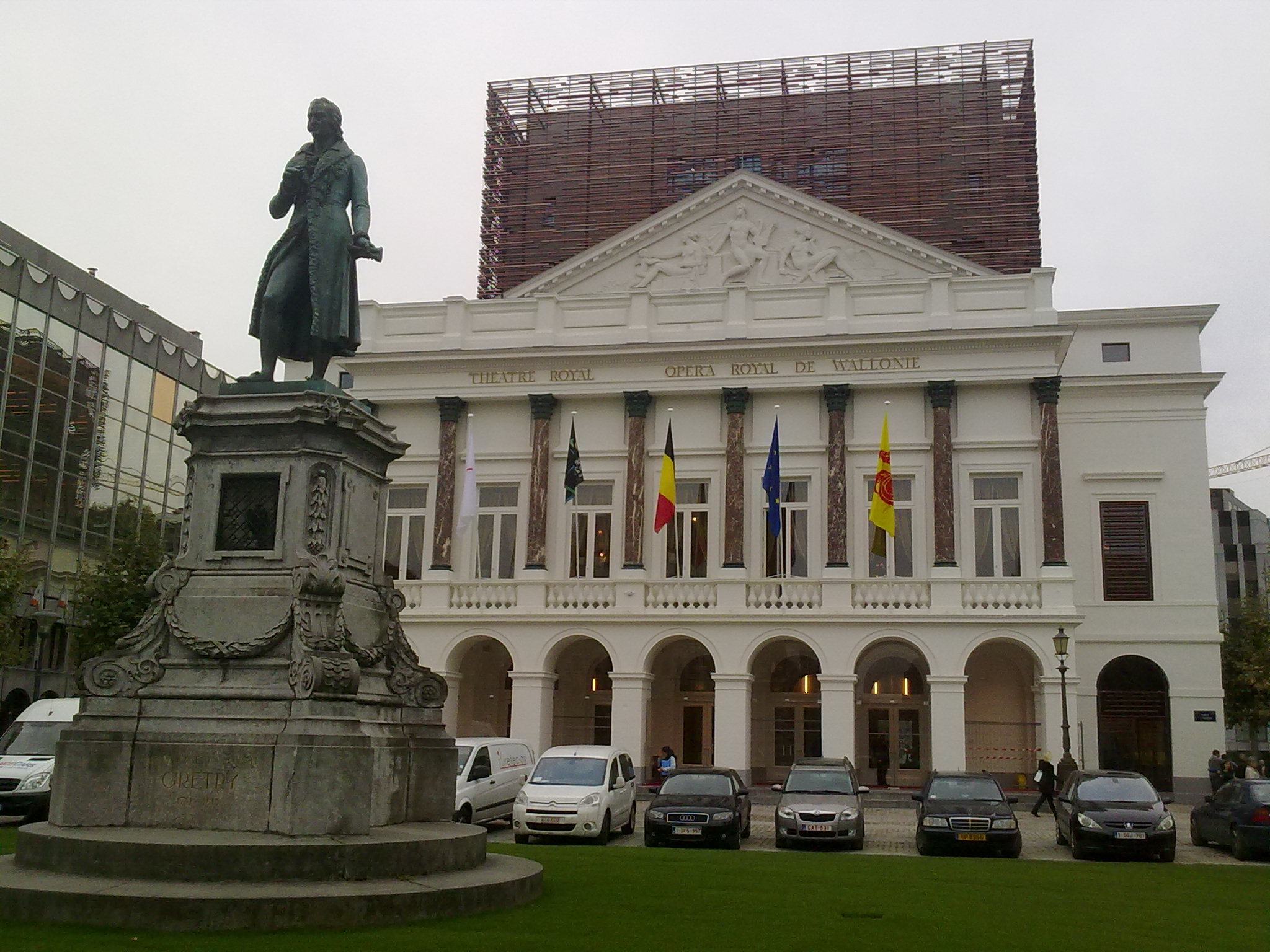
Auguste Duckers: Opera van Luik, 1818-20
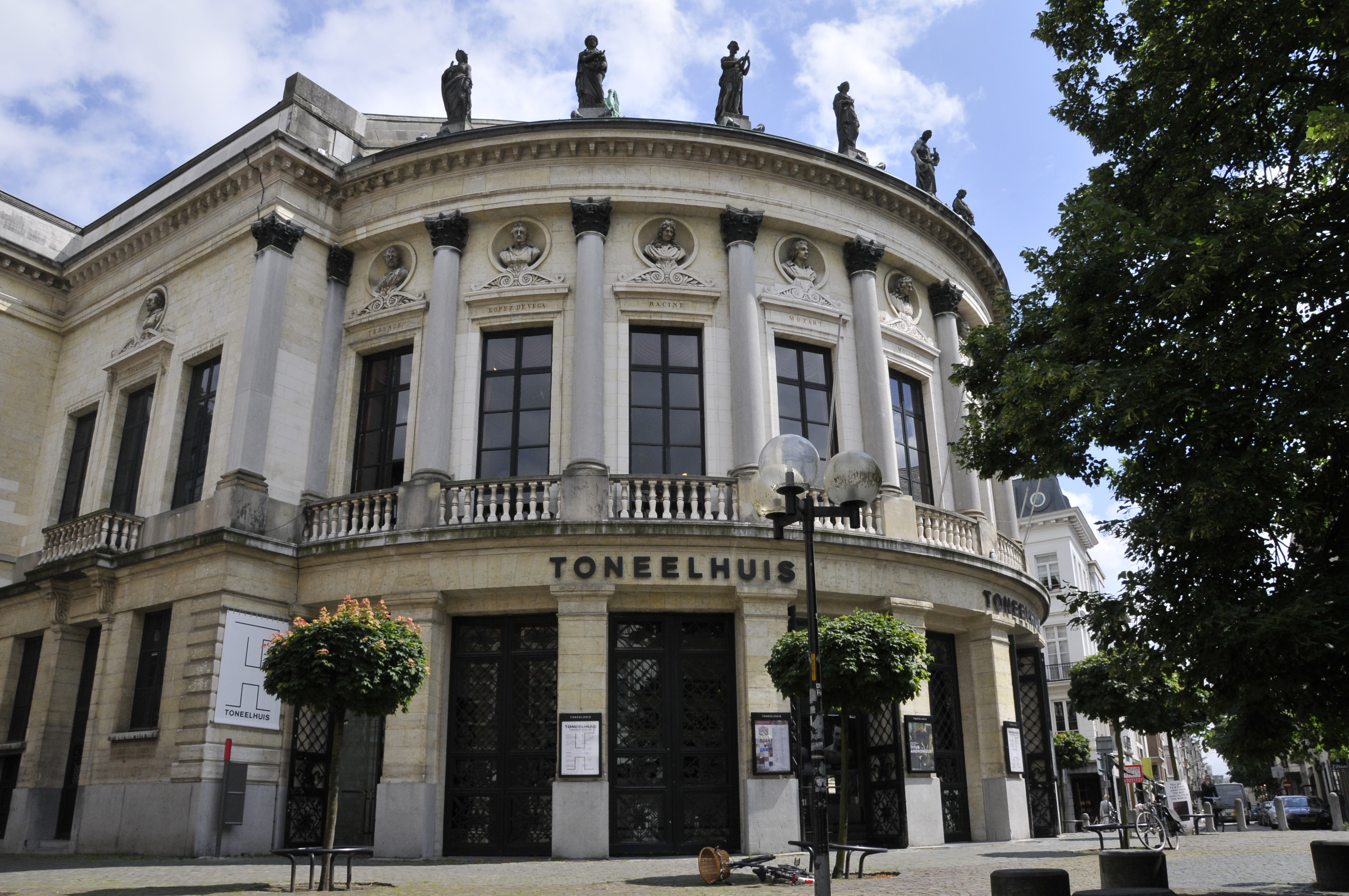
Pierre Bruno Bourla: Bourlaschouwburg, Antwerpen, 1827
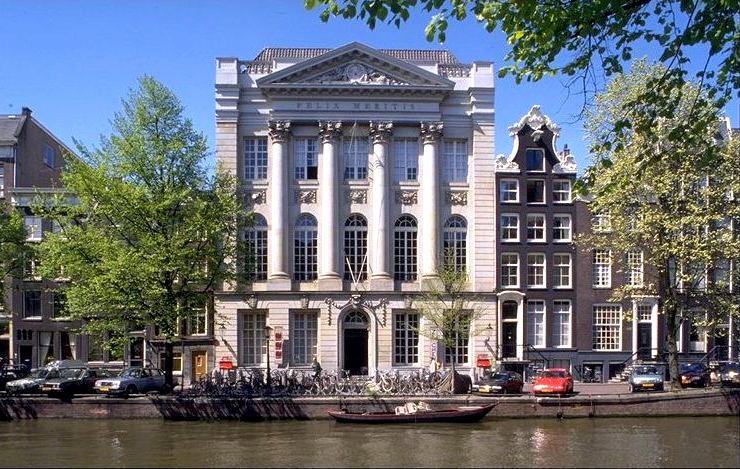
Jacob Otten Husly: Felix Meritis, Amsterdam, 1777-88
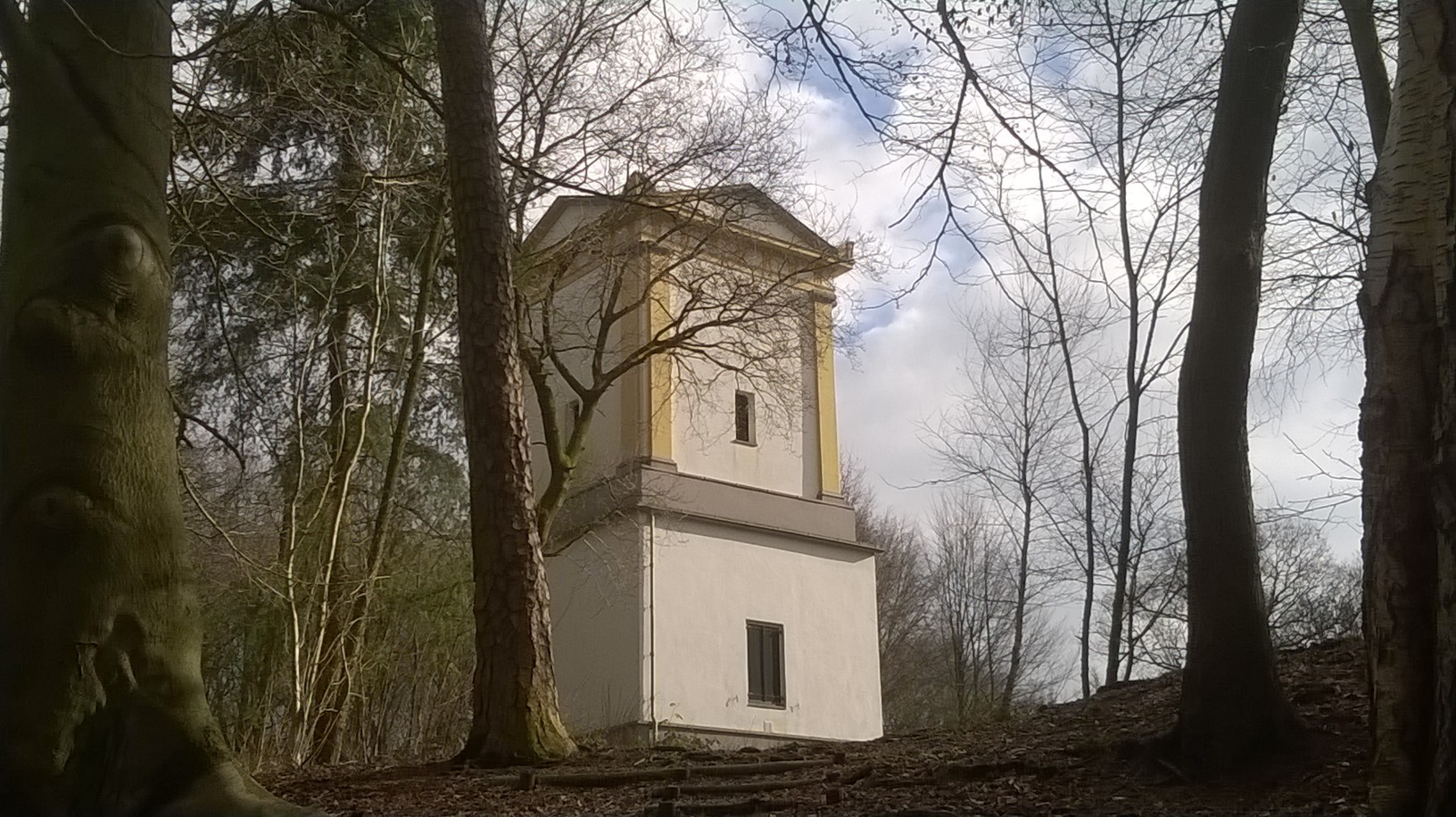
Jan David Zocher jr, Tombe van Nellesteijn, Leersum, 1818
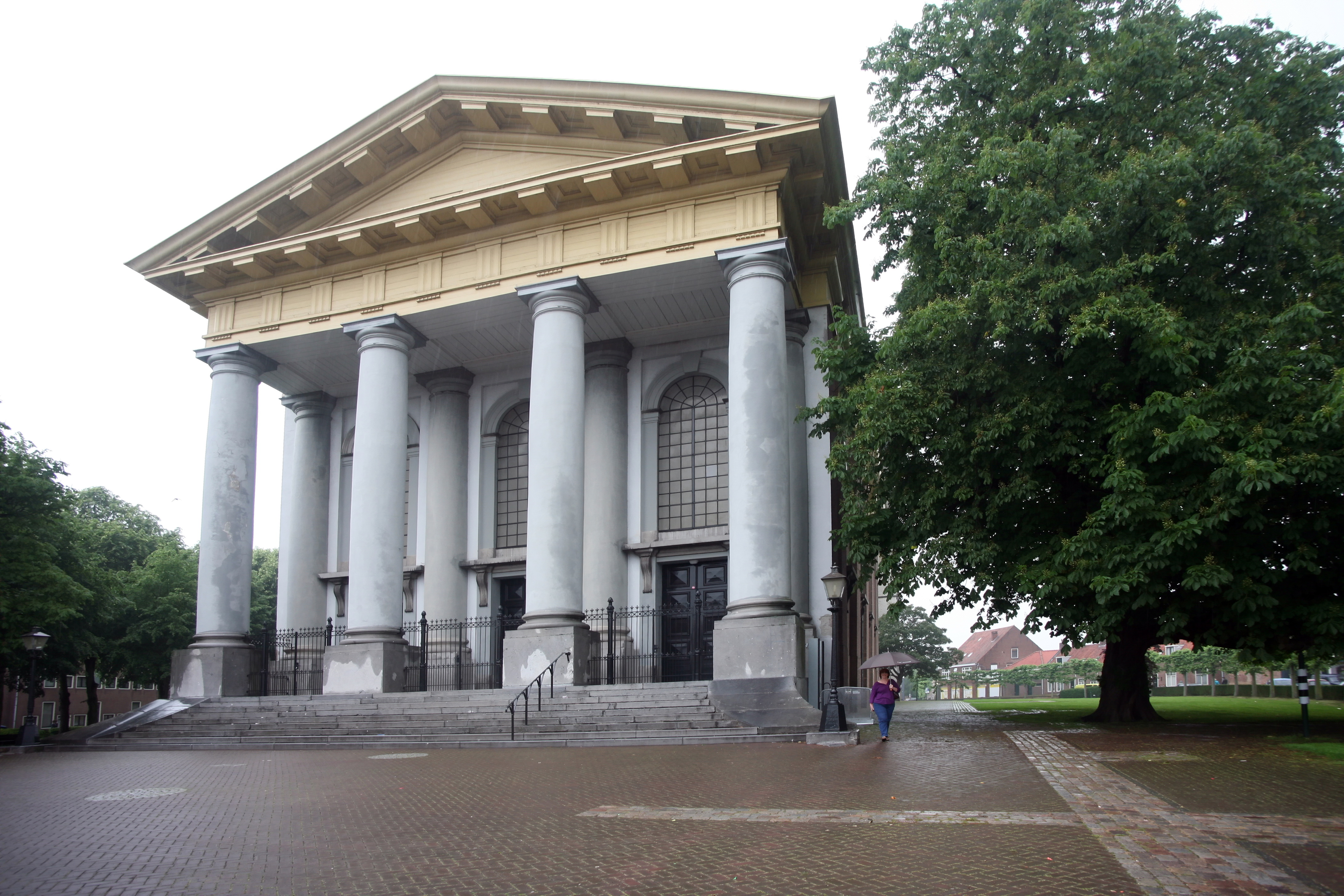
Nieuwe Kerk in Zierikzee, 1835-48
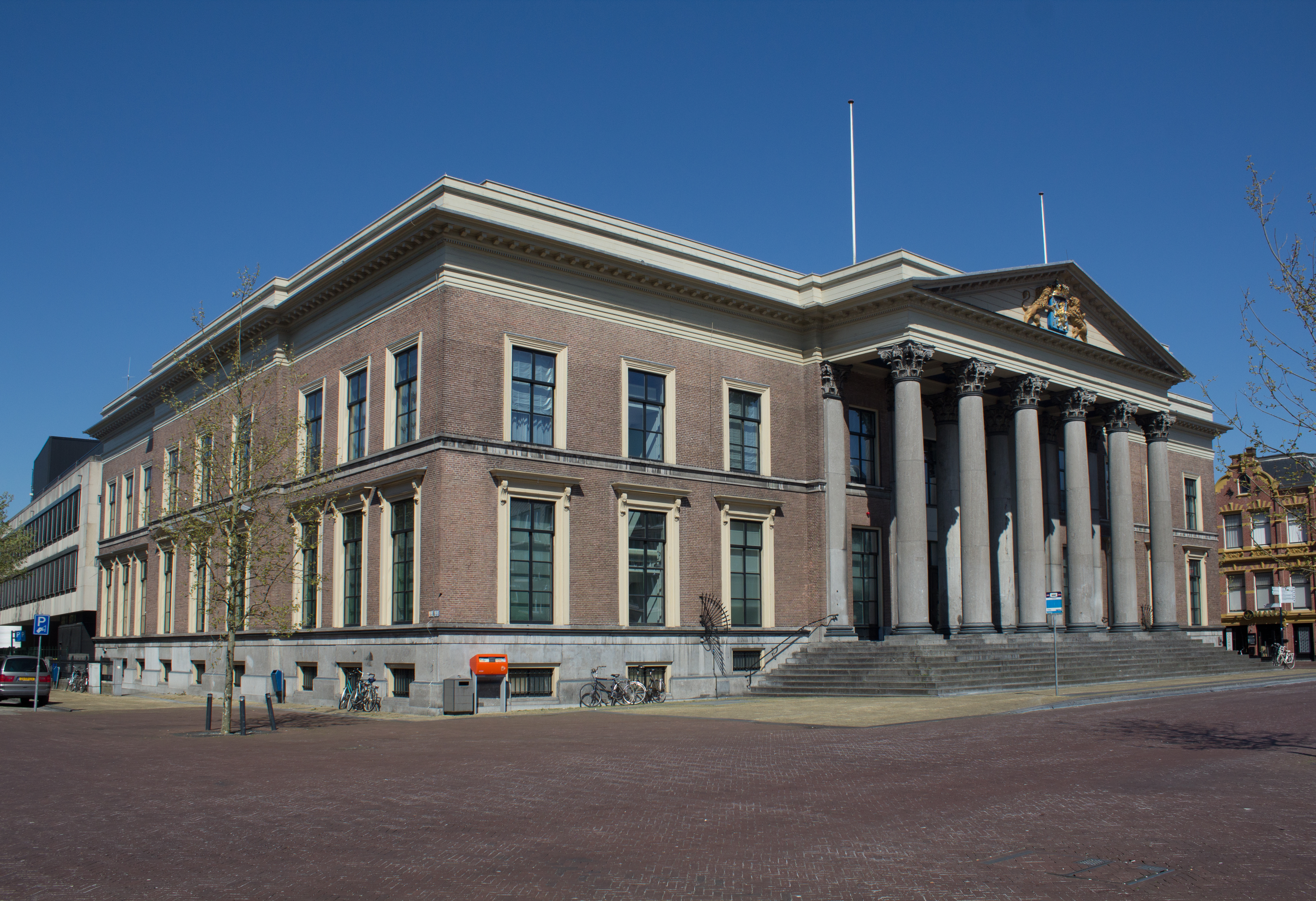
Thomas Adrianus Romein: Paleis van Justitie Leeuwarden, 1851

## Midden-Europa
In Duitsland omhelsde Friedrich Wilhelm von Erdmannsdorff als een der eersten het neoclassicisme (aanvankelijk nog aangeduid als Lodewijk XVI-stijl). In het Parklandschap Dessau-Wörlitz zijn verschillende gebouwen van zijn hand te vinden. De jonggestorven Friedrich Gilly wordt gezien als een van de wegbereiders van het pure neoclassicisme in Duitsland. Berlijn, München en in mindere mate Kassel en Hannover waren de centra van de nieuwe architectuurstroming.
In de Pruisische hoofdstad Berlijn waren Carl Gotthard Langhans, Karl Friedrich Schinkel en Friedrich August Stüler de toonaangevende architecten. De Brandenburger Tor van Langhans, de Neue Wache, het Altes Museum en het Konzerthaus Berlin van Schinkel en de Alte Nationalgalerie en het Neues Museum van Stüler behoren tot de bekendste gebouwen van Berlijn. In het Koninkrijk Beieren was koning Ludwig I een groot liefhebber van klassieke kunst en architectuur. Friedrich von Gärtner en Leo von Klenze bouwden niet alleen in de Beierse hoofdstad (onder andere langs de Ludwigsstrasse en aan de Königsplatz), maar ook elders in Beieren en Duitsland. Georg Ludwig Friedrich Laves was de belangrijkste neoclassicistische bouwmeester in het Keurvorstendom, later Koninkrijk Hannover. Laves ontwierp er onder meer de Opera van Hannover, het Leine Schloss en de Waterlooplatz (met erezuil). In het Keurvorstendom Kassel heerste eind 18e eeuw een vooruitstrevende geest. Het Fridericianum van Simon Louis du Ry is een der oudste musea ter wereld en een van de eerste neoclassicistische bouwwerken in Duitsland. Het Schloss Wilhelmshöhe van dezelfde architect is thans eveneens een museum.
De van oorsprong Deense architect Theophil Hansen was de bouwmeester van enkele monumentale laat-classicistische bouwwerken in Wenen, onder andere het Oostenrijks Parlement, de Beurs en de Wiener Musikverein. De Hongaar József Hild ontwierp de basiliek van Esztergom en delen van de Sint-Stefanusbasiliek in Boedapest. Mihály Pollack ontwierp de neoclassicistische façade van het Hongaars Nationaal Museum.

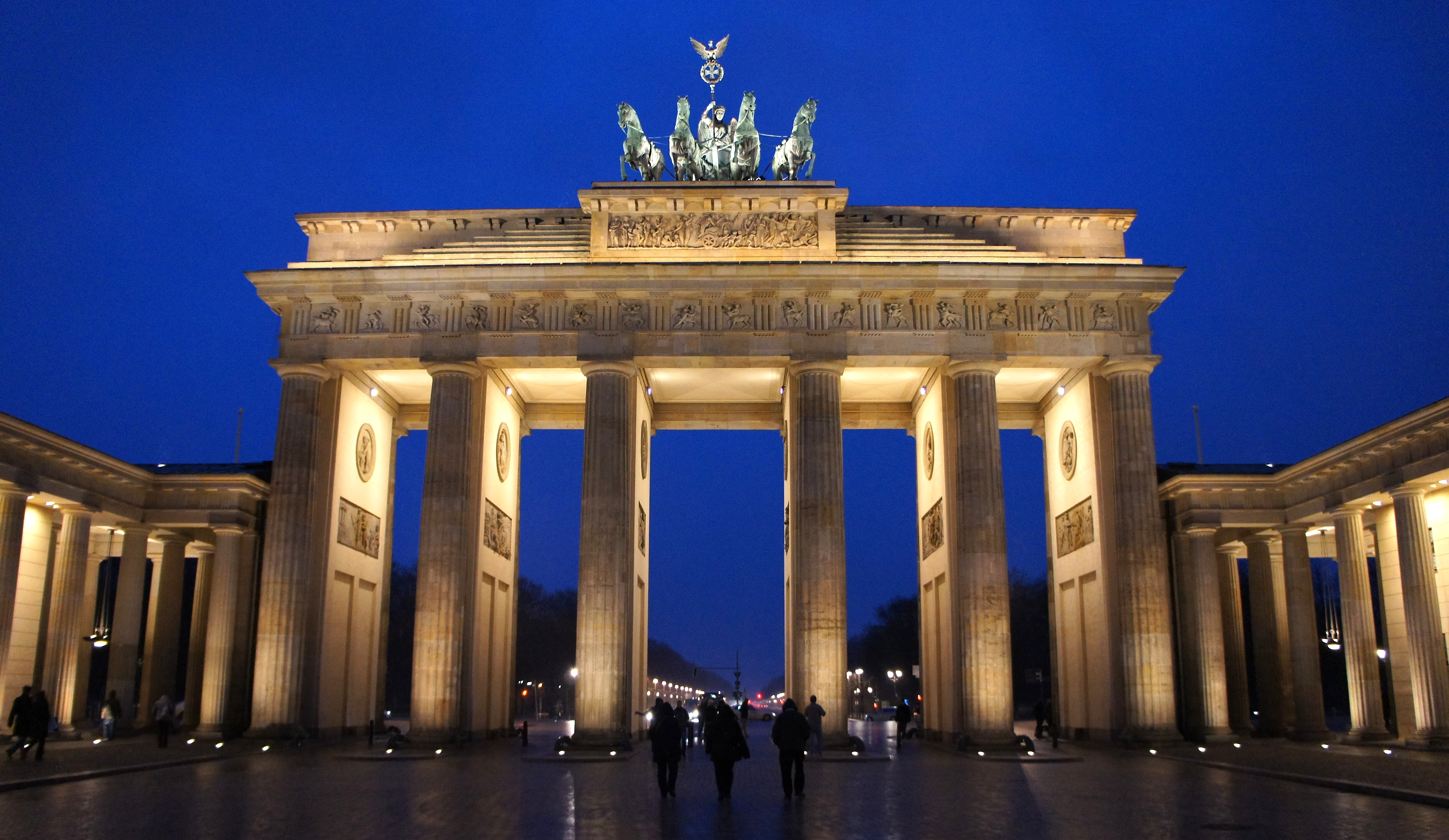
Carl Gotthard Langhans: Brandenburger Tor, Berlijn, 1788
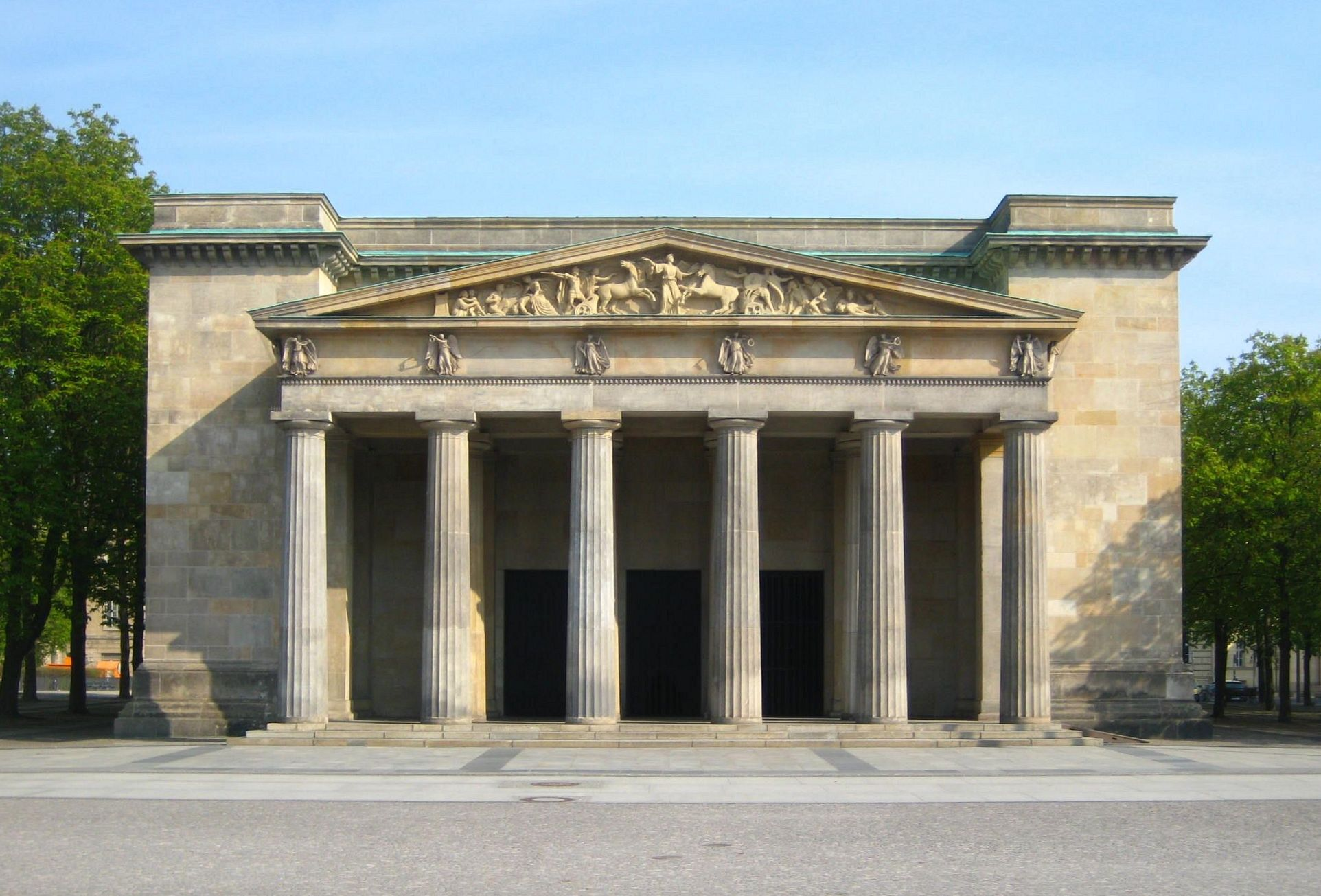
Karl Friedrich Schinkel: Neue Wache, Berlijn, 1816-18
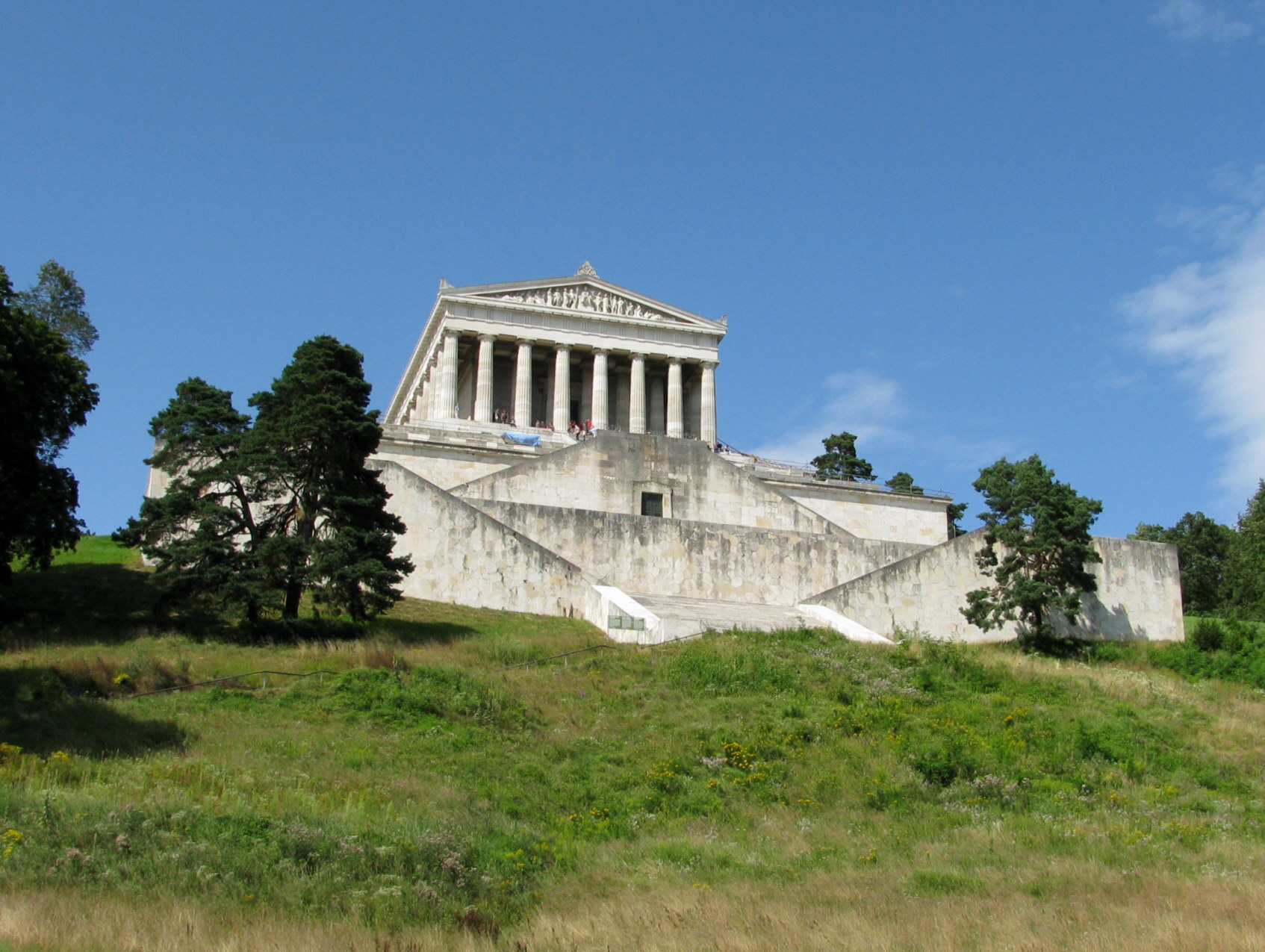
Leo von Klenze: Walhalla, Donaustauf, 1830-41
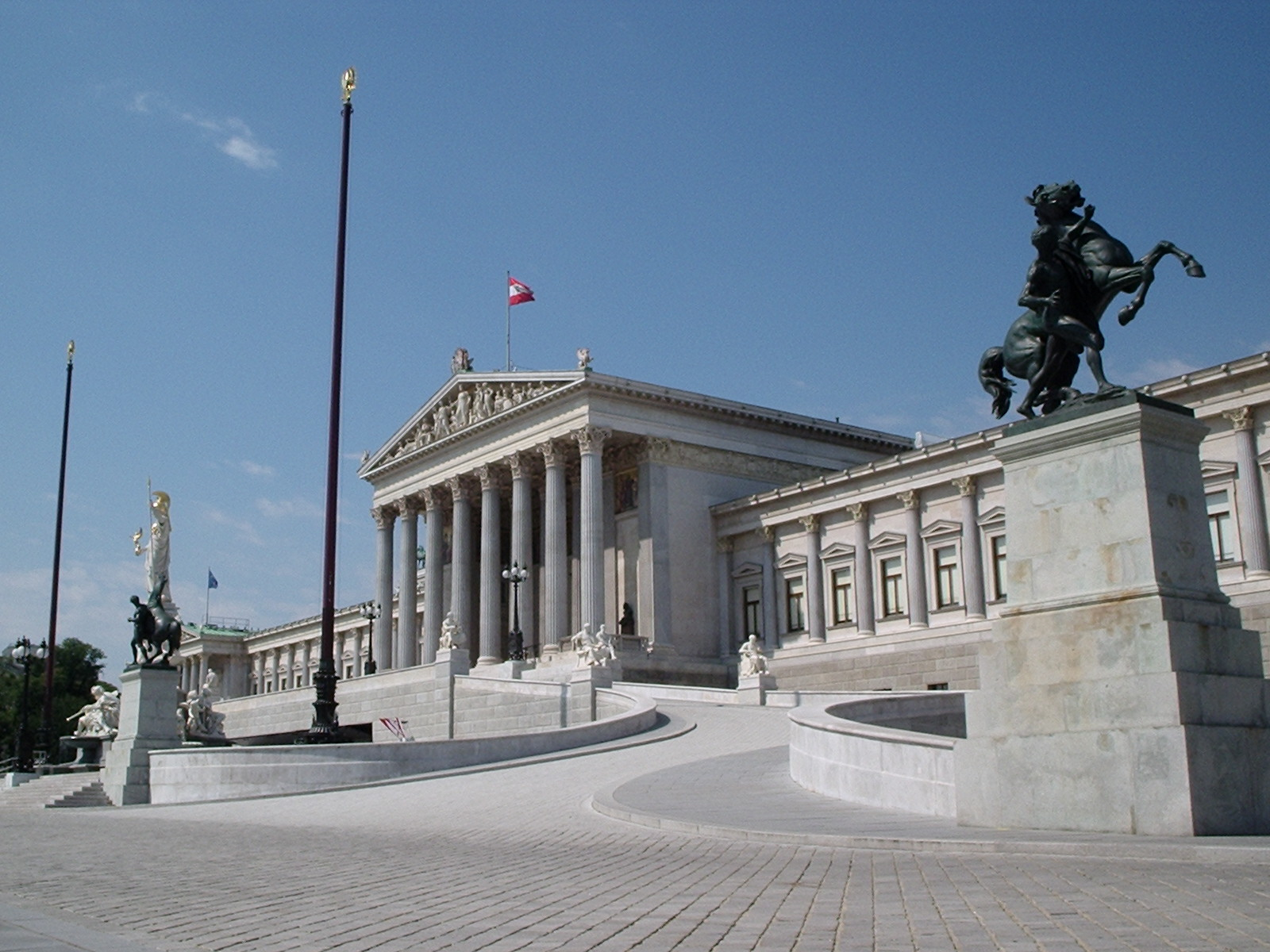
Theophil Hansen: Parlementsgebouw, Wenen, 1874-83

## Noord-Europa
De Franse architect Nicolas-Henri Jardin werkte zeventien jaar in Denemarken en introduceerde het neoclassicisme in de Scandinavische landen. In Kopenhagen en omgeving leidde hij onder meer de bouw of verbouw van de paleizen Christiansborg, Fredensborg, Bernstorff en Marienlyst. De Deen Christian Frederik Hansen bouwde aan het begin van de 19e eeuw in Kopenhagen onder andere de voorganger van het huidige Christiansborg-paleis, het Paleis van Justitie en enkele kerken in puur neoclassicistische stijl.
De in Kopenhagen geboren Christian Heinrich Grosch was voornamelijk actief in Oslo en bouwde er onder andere de Beurs, de Noorse Bank, het hoofdgebouw van de Universiteit van Oslo en het Cristianiatheater (thans Nationaltheatret). De Koninklijke Opera van Stockholm en het Rijksdaggebouw in dezelfde stad zijn laat-19e-eeuwse voorbeelden van neoclassicisme in Zweden.
In Helsinki bouwde de van oorsprong Duitse architect Carl Ludvig Engel een indrukwekkend oeuvre van neoclassicistische bouwwerken op, waaronder het Regeringspaleis, het Presidentiële Paleis, de Ministeries van Defensie en Buitenlandse Zaken, de Nationale Bibliotheek van Finland, het Stadhuis van Helsinki, een aantal gebouwen van de Universiteit van Helsinki en enkele kerken (waaronder de Lutherse Dom).

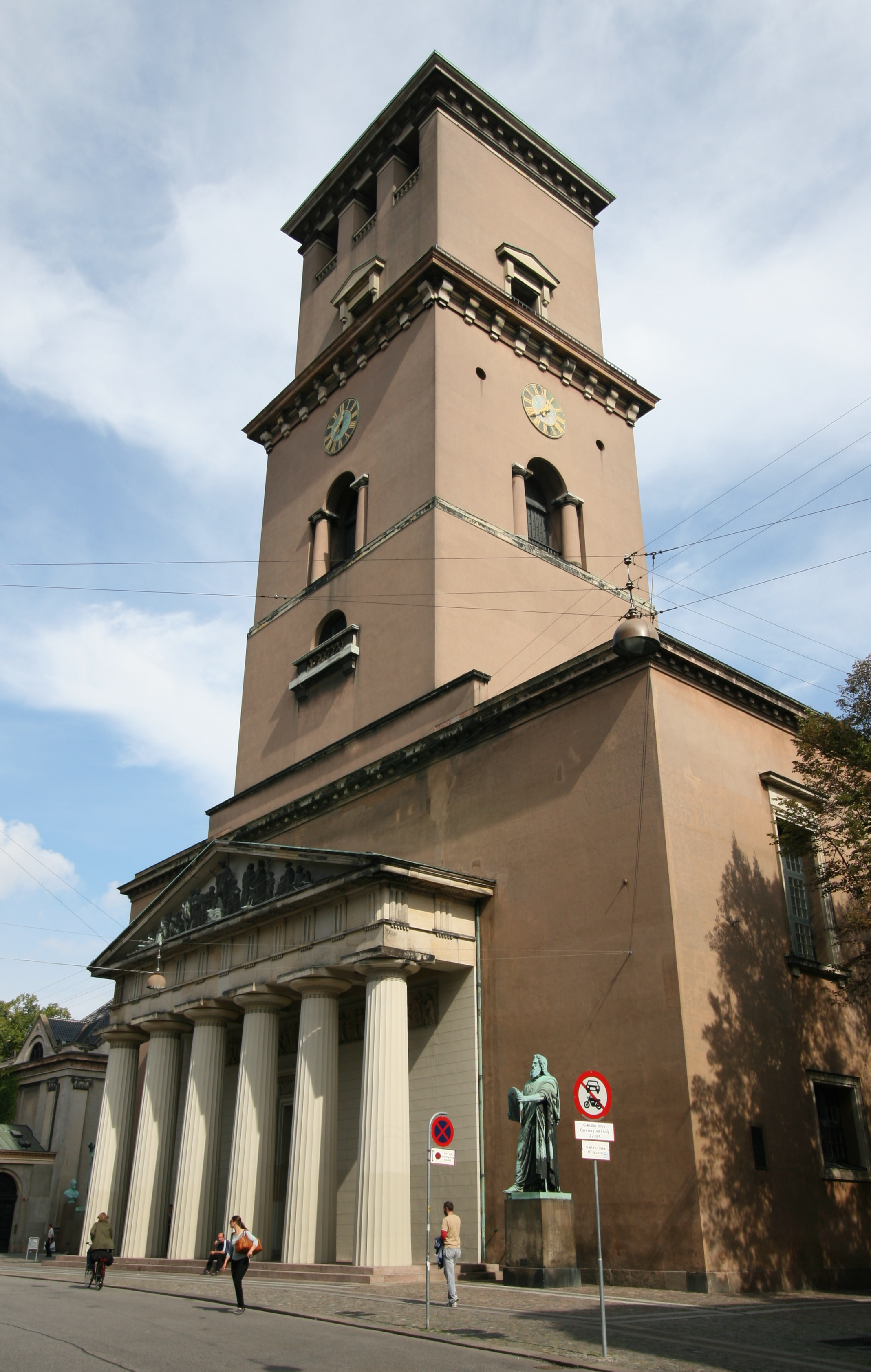
Christian Frederik Hansen: Dom van Kopenhagen, 1817-29
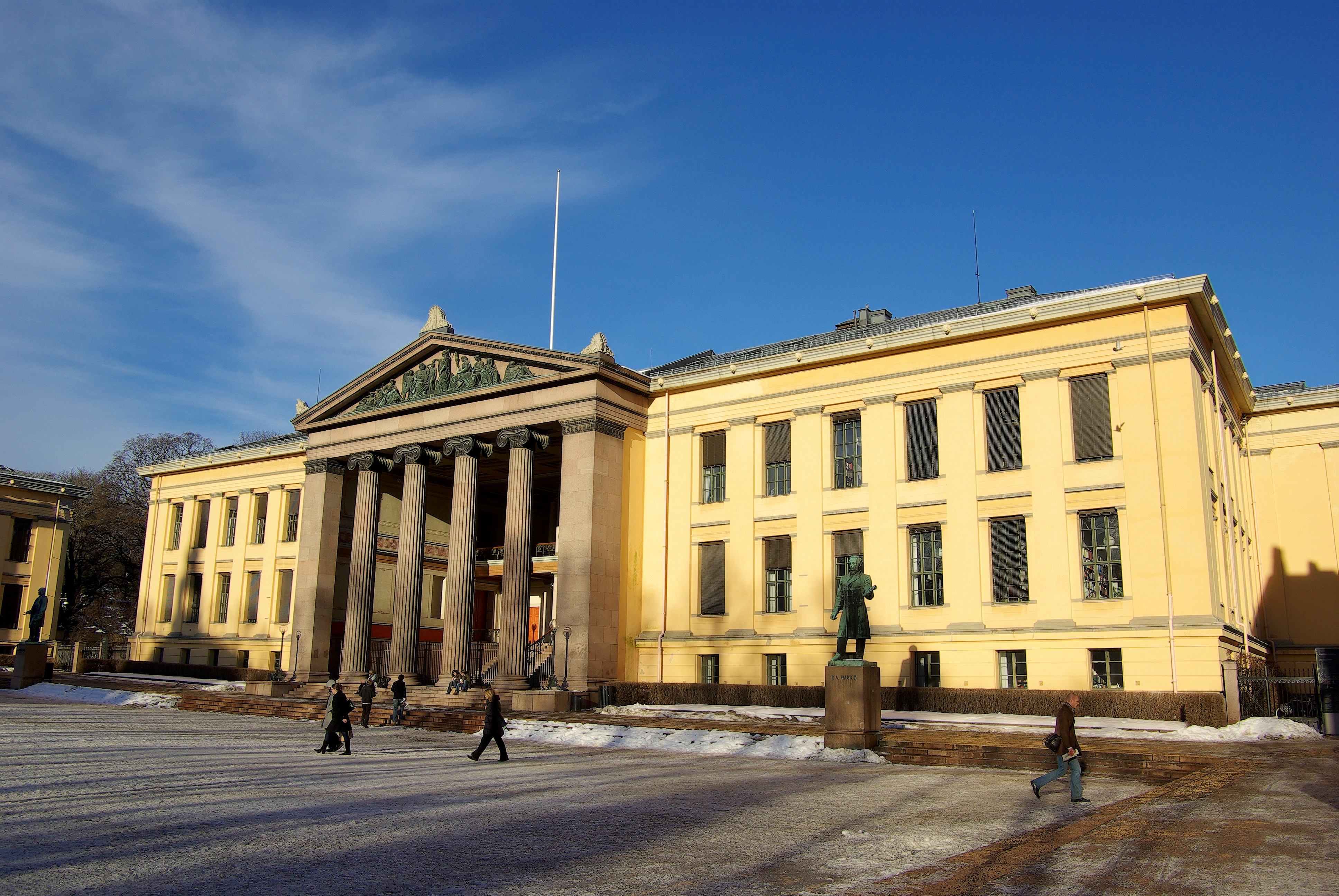
Christian Heinrich Grosch (met Schinkel): Universiteit van Oslo, 1841–51
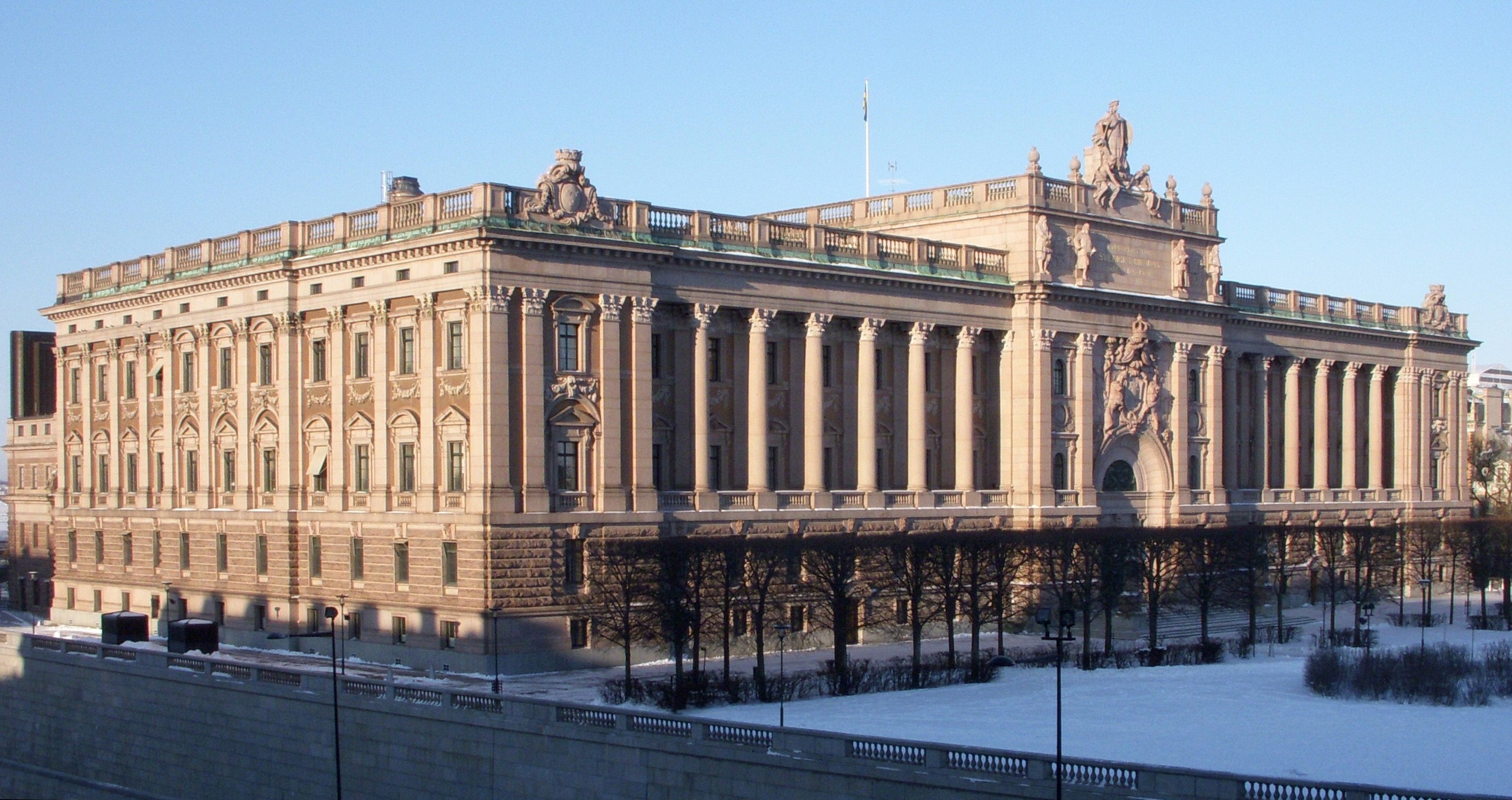
Aron Johansson: Zweedse Rijksdag, Stockholm, 1897-1905
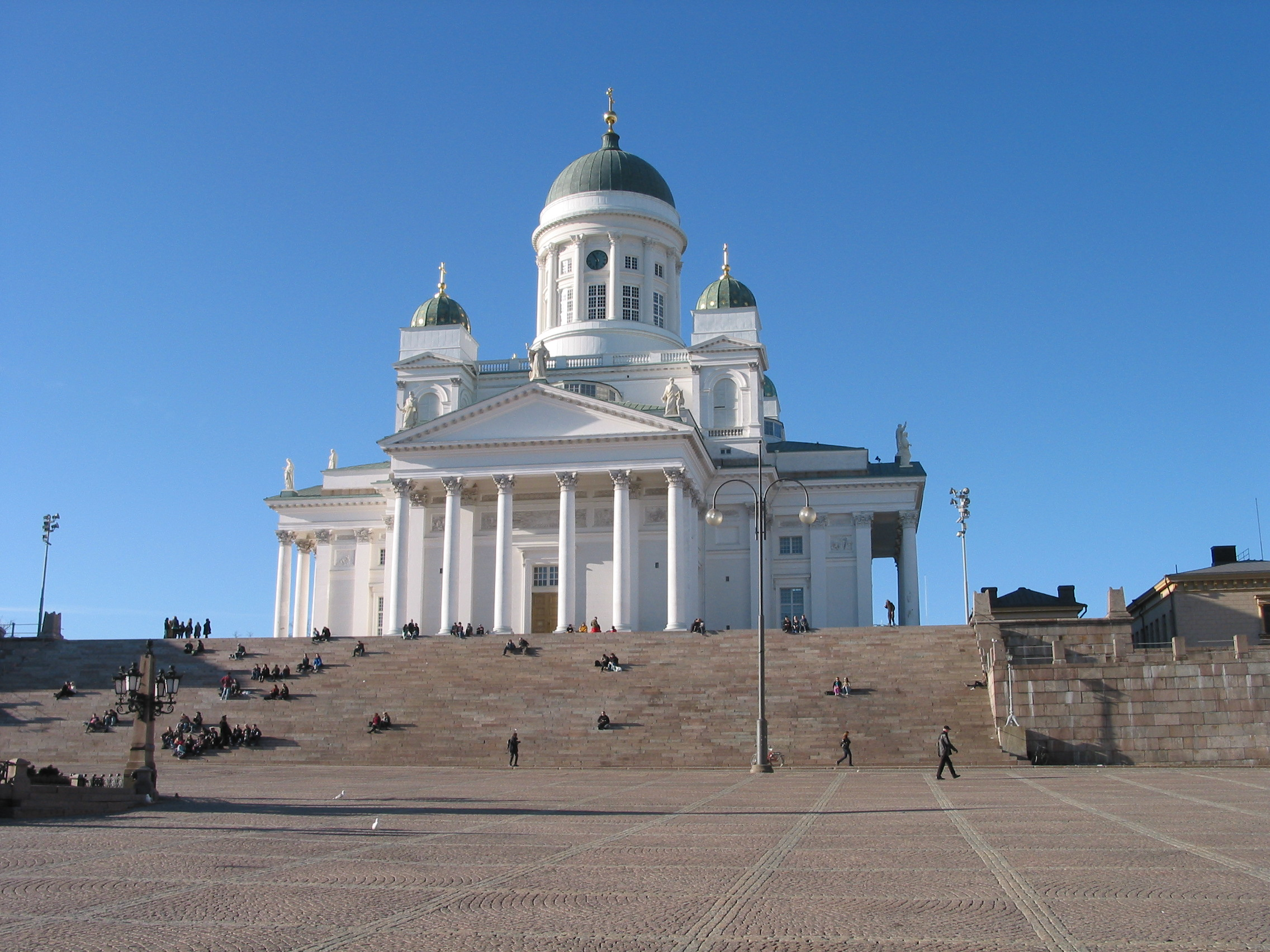
Carl Ludwig Engel: Domkerk van Helsinki, 1830-52

## Oost-Europa
In het Pools-Litouwse Gemenebest getuigen laat-classicistische gebouwen als het Łazienkipaleis en het Królikarnia in Warschau van Frans-Italiaanse invloeden. Enkele gebouwen op het landgoed Natolin duiden op Duitse invloeden. De Italiaan Antonio Corazzi ontwierp onder andere het Staszicpaleis en het Teatr Wielki in Warschau. Andere belangrijke neoclassicistische bouwwerken in Polen zijn de Tempel van de Sibille in Puławyen de Alexanderkerk in Warschau. De Pools-Litouwse neoclassicistische architect Laurynas Gucevičius bouwde vooral in Vilnius, onder andere de kathedraal, het presidentiële paleis en het Verkiai Paleis (thans Litouwse Academie van Wetenschappen).
In Rusland vonden eind 18e, begin 19e eeuw een groot aantal buitenlandse architecten emplooi. Catherina de Grote haalde de Italiaanse bouwmeester Giacomo Quarenghi naar Sint-Petersburg, die er onder andere het gebouw van de Russische Academie van Wetenschappen, het Hermitage Theater en de keizerlijke manege bouwde. Verder ontwierp Quarenghi het Catharinapaleis in Moskou, het Alexanderpaleis in Tsarskoje Selo en was hij mede-architect van het Pella Paleis (door Catharina's zoon gesloopt). Ook de Schot Charles Cameron kreeg van de tsarina alle ruimte om imposante bouwwerken neer te zetten, zoals het Pavlovsk Paleis nabij Sint-Petersburg (samen met Carlo Rossi en anderen), het Alexanderpaleis in Tsarskoje Selo en - samen met Starov - de Sofiakathedraal in Poesjkin.
De zoon van Catherina, Paul I van Rusland, was geen liefhebber van het neoclassicisme. Toch bleven Italiaanse en Franse architecten zowel in Sint-Petersburg als elders in deze stijl werken. Carlo Rossi ontwierp het Paleisplein in Sint-Petersburg en bouwde er het Anichkov Paleis, het Alexandrinsky Theater, de Russische Nationale Bibliotheek en het Russisch Museum. In Moskou bouwde hij het Maly Theater. De Sardijnse architect Francesco Boffo werkte voornamelijk in Odessa, waar hij onder andere het Vorontsov Paleis realiseerde. De uit Ticino afkomstige architecten Domenico Gilardi en Luigi Rusca werkten in Moskou en diverse andere steden in Rusland en Oekraïne. De Fransman Joseph Bové kreeg, samen met Gilardi, de leiding over de heropbouw van Moskou na de Grote Brand van 1812. Zijn landgenoten Jean-François Thomas de Thomon en Auguste de Montferrand werkten vooral in Sint-Petersburg. De eerste bouwde er onder andere de Beurs en ontwierp monumenten in Poltava en Pavlovsk; de laatste was de architect van de Sint-Izaäkkathedraal, het Lobanov-Rostovsky Paleis en de Alexanderzuil op het Paleisplein. In Nizjni Novgorod bouwde hij de Transfiguratiekathedraal en een groot, niet meer bestaand beurscomplex, de Makarjevmarkt. De Duitser Leo von Klenze bouwde in opdracht van Tsaar Nicolaas I de indrukwekkende Nieuwe Hermitage in Sint-Petersburg.
In Sint-Petersburg waren, behalve de vele buitenlandse architecten, ook enkele Russische neoclassicisten actief: Ivan Starov werkte met Cameron aan de Sofiakathedraal en met Quarenghi aan het Pella Paleis, en maakte het ontwerp voor het Taurisch Paleis. Vasily Stasov ontwierp de 'Moskouse' en de Narva Triomfbogen, de Grote Troonzaal en de Apollozaal in het Winterpaleis en de Transfiguratiekathedraal en de Drievuldigheidskathedraal. Andrey Voronikhin was de architect van de Kazankathedraal, de Mijnbouwacademie en ontwierp het interieur van het Stroganov-paleis. Andreyan Zakharov bouwde, behalve in Sint-Petersburg (Admiraliteit), ook in Dnipro (Transfiguratiekathedraal) en in Izjevsk (Alexander Nevski-kathedraal). Avraam Melnikov bouwde aanvankelijk eveneens in Sint-Petersburg (Keizerlijke Jurisprudentie School, Arctisch en Antarctisch Museum), maar verlegde daarna zijn werkterrein naar Odessa (Potemkin Trap) en Nieuw-Rusland (Staatsuniversiteit Jaroslavl, kerken in Chisinau, Bolhrad, Jaroslavl, Rybinsk en Mtsensk). Het laatste neoclassicistische paleis dat in Sint-Petersburg tot stand kwam was het Mariinskipaleis van Andrei Stackenschneider, die daarna overschakelde naar een meer eclectische stijl.
Een drietal Russische architecten waren voornamelijk in Moskou actief: Matvey Kazakov bouwde er onder andere het Kremlin Senaatsgebouw, het Vakbondspaleis en het oude hoofdgebouw van Staatsuniversiteit van Moskou. Afanasy Grigoriev was de architect van het Khruschyov Huis, het Lopukhin Huis en het Ershovo Paleis in Moskou, en de Drievuldigheidskerk in Veshnyaki. Vasili Bazhenov ontwierp het Pashkov Huis en het Yushkov Huis (en daarnaast het Michailovski-kasteel in Sint-Petersburg). Andrey Melensky werkte aanvankelijk eveneens in Moskou, maar werd daarna aangesteld als stadsarchitect van Kiev. Mikhail Pavlovich Malakhov bouwde vooral in Jekaterinenburg.

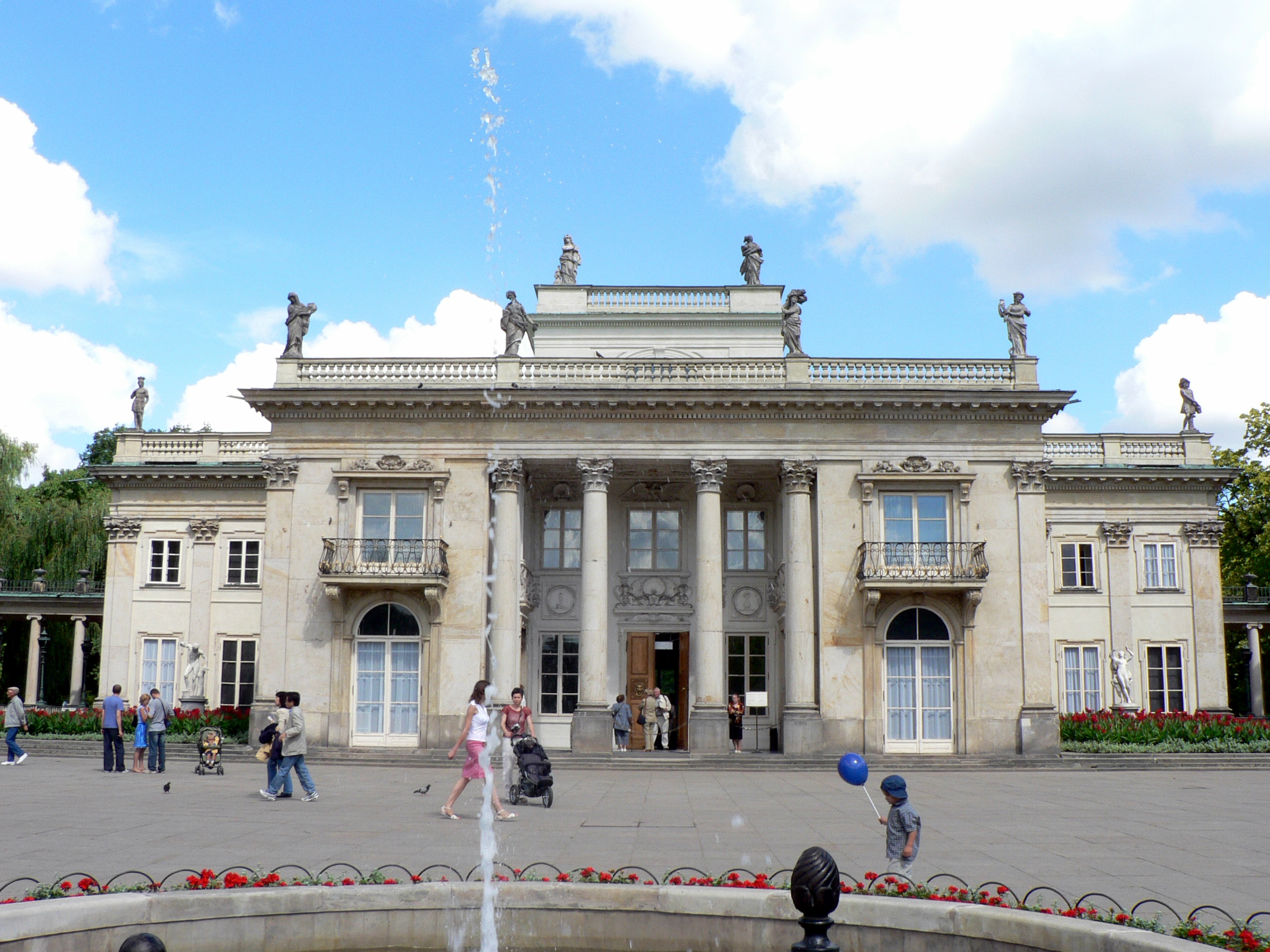
Domenico Merlini: Łazienkipaleis, Warschau
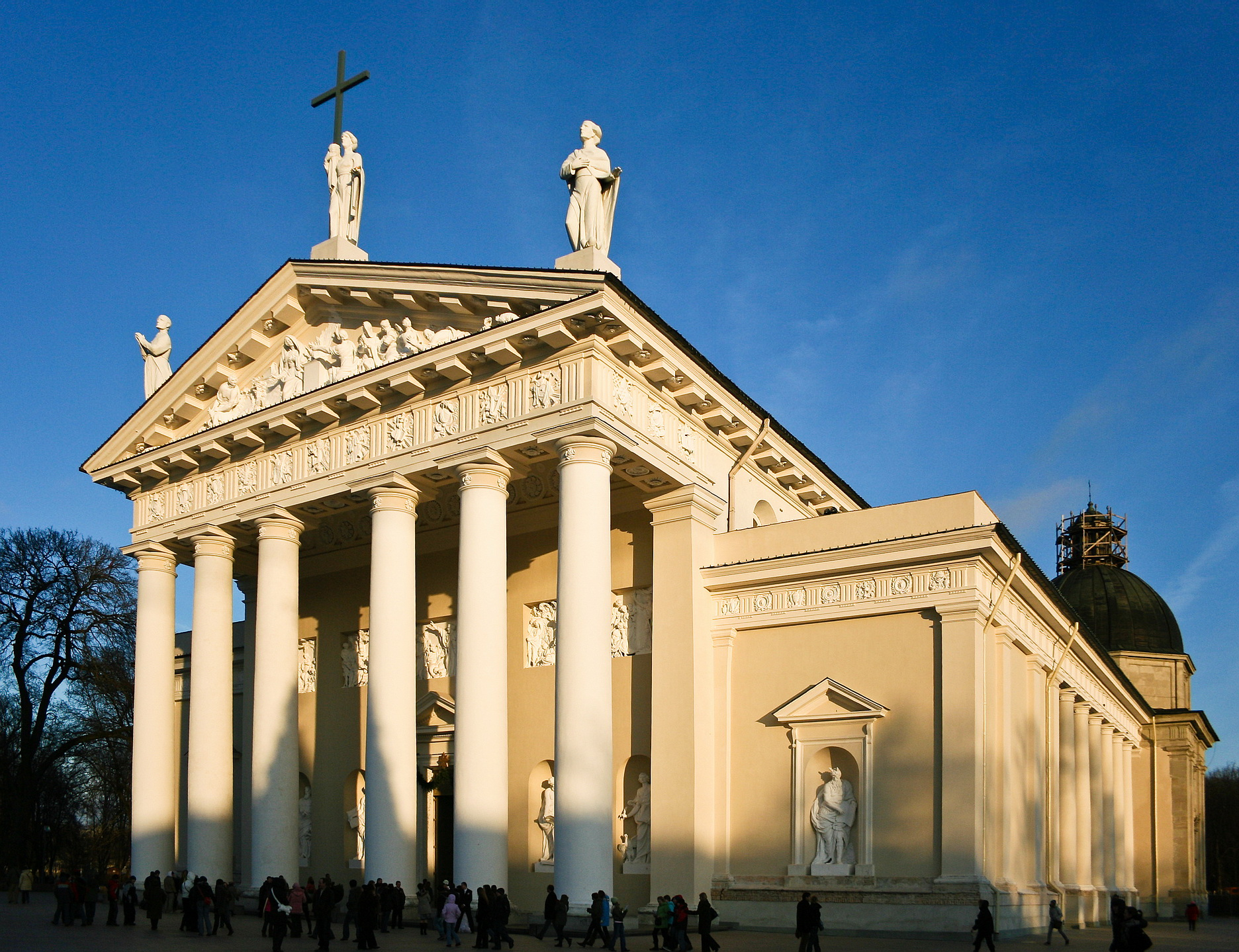
Laurynas Gucevicius: Kathedraal van Vilnius, 1779-83
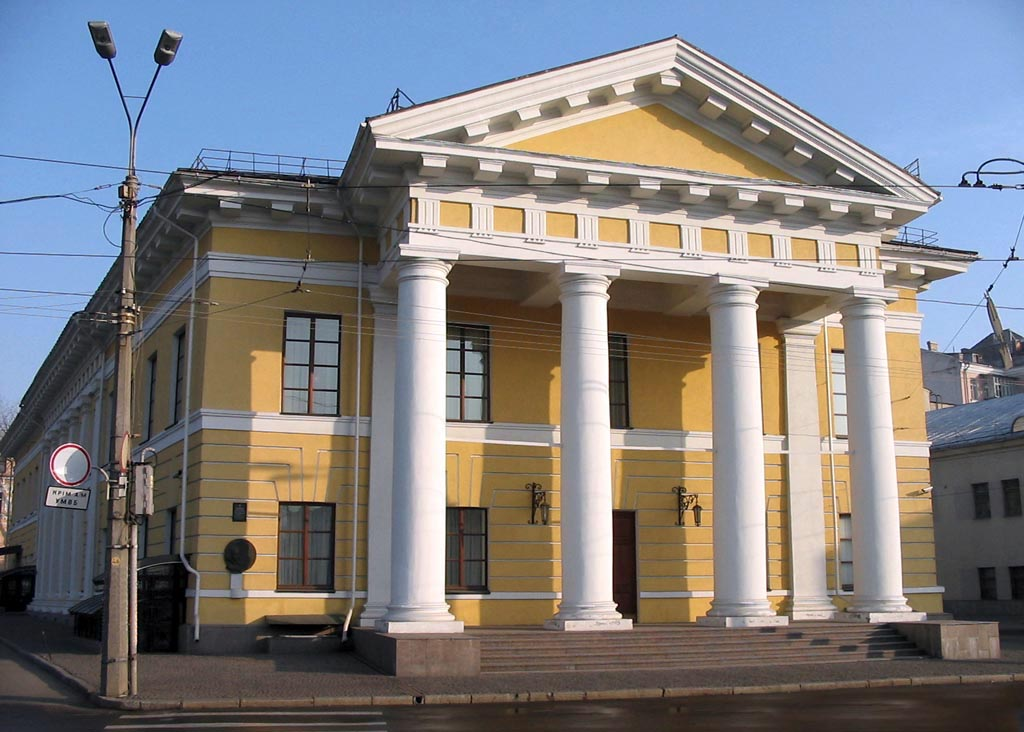
Andrey Melensky: Contractenhuis, Kiev, 1815-17
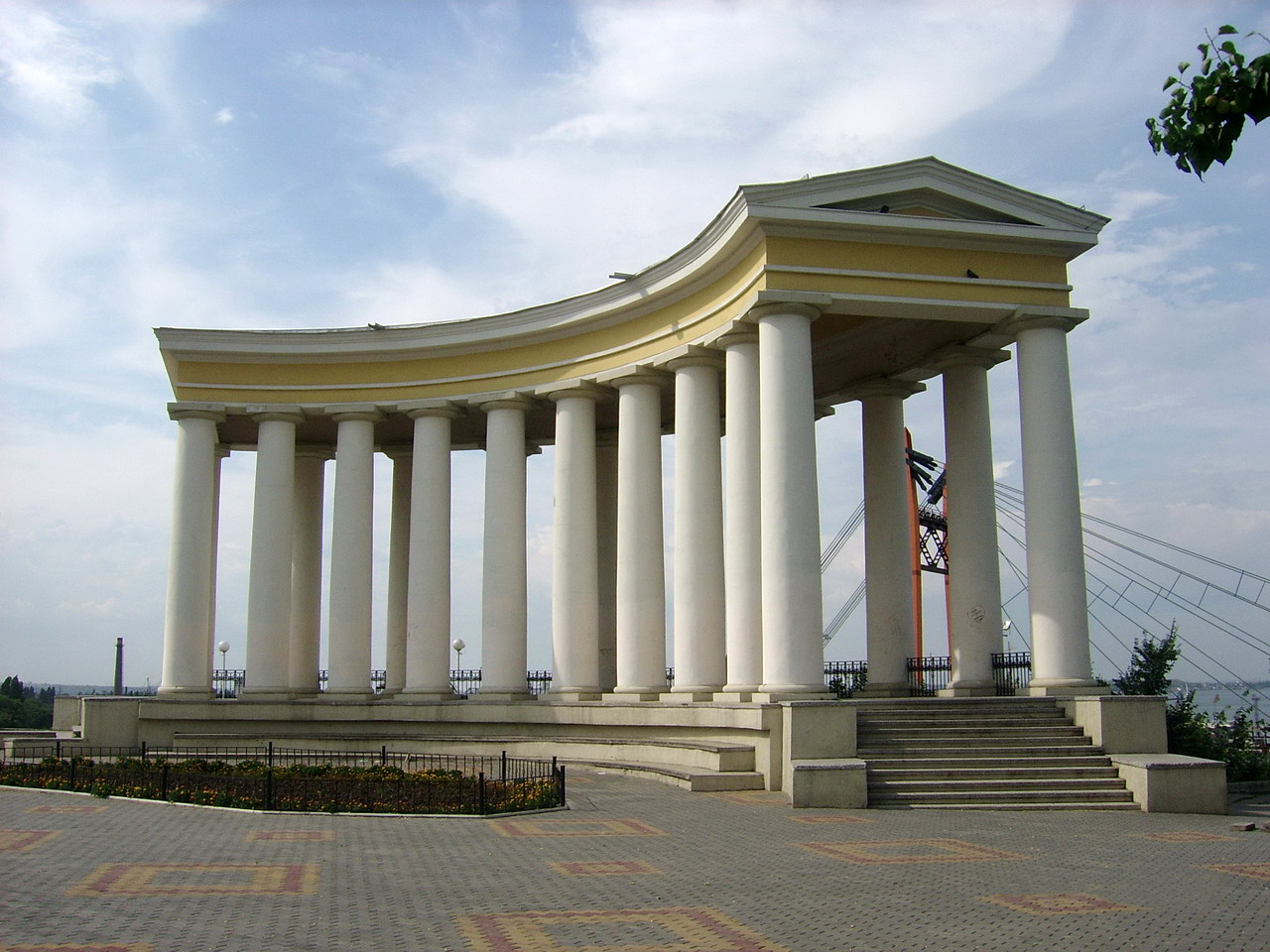
Francesco Boffo: kolonnade Vorontsov Paleis, Odessa, 1827-30
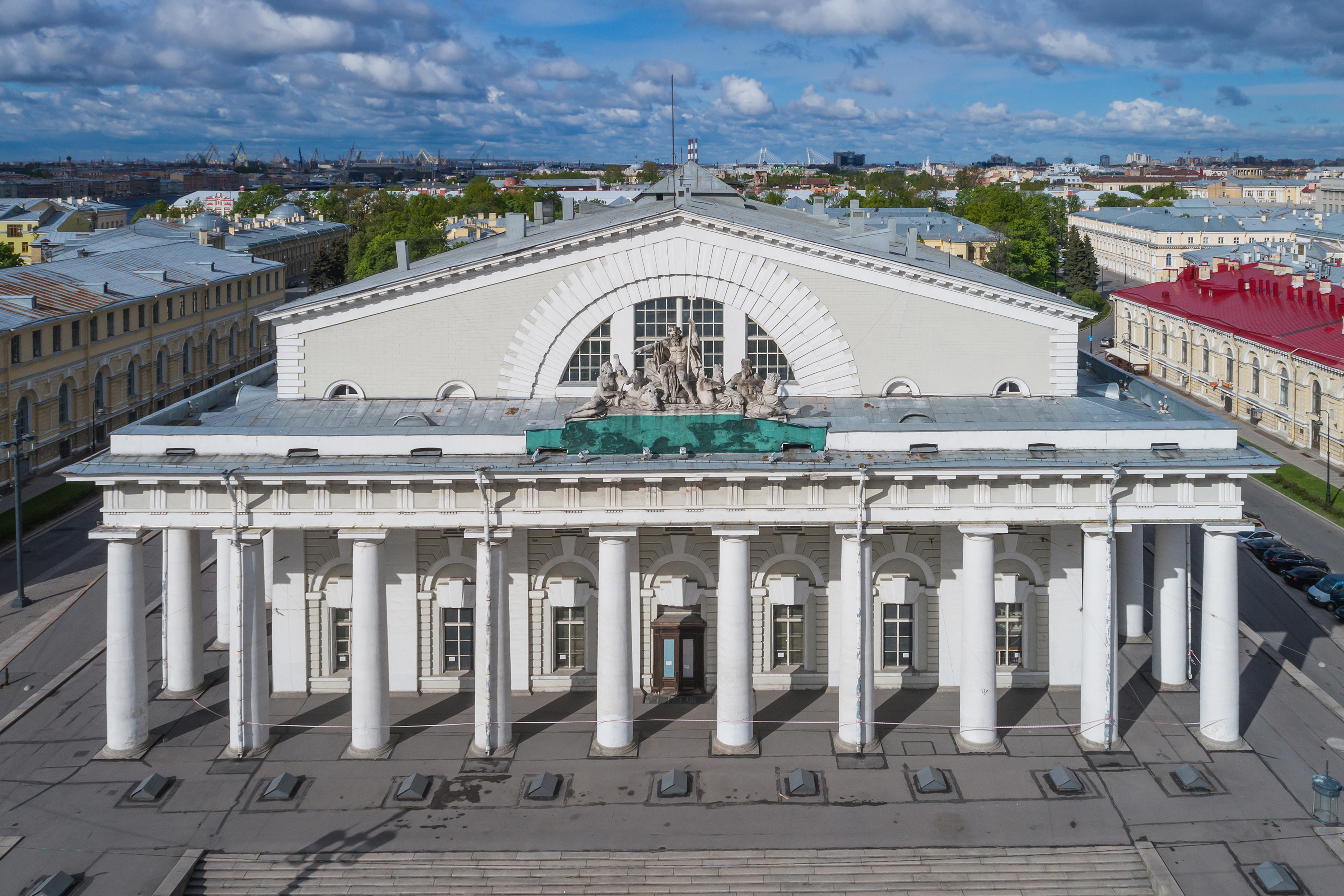
Jean-François Thomas de Thomon: Beurs van Sint-Petersburg, 1805-10
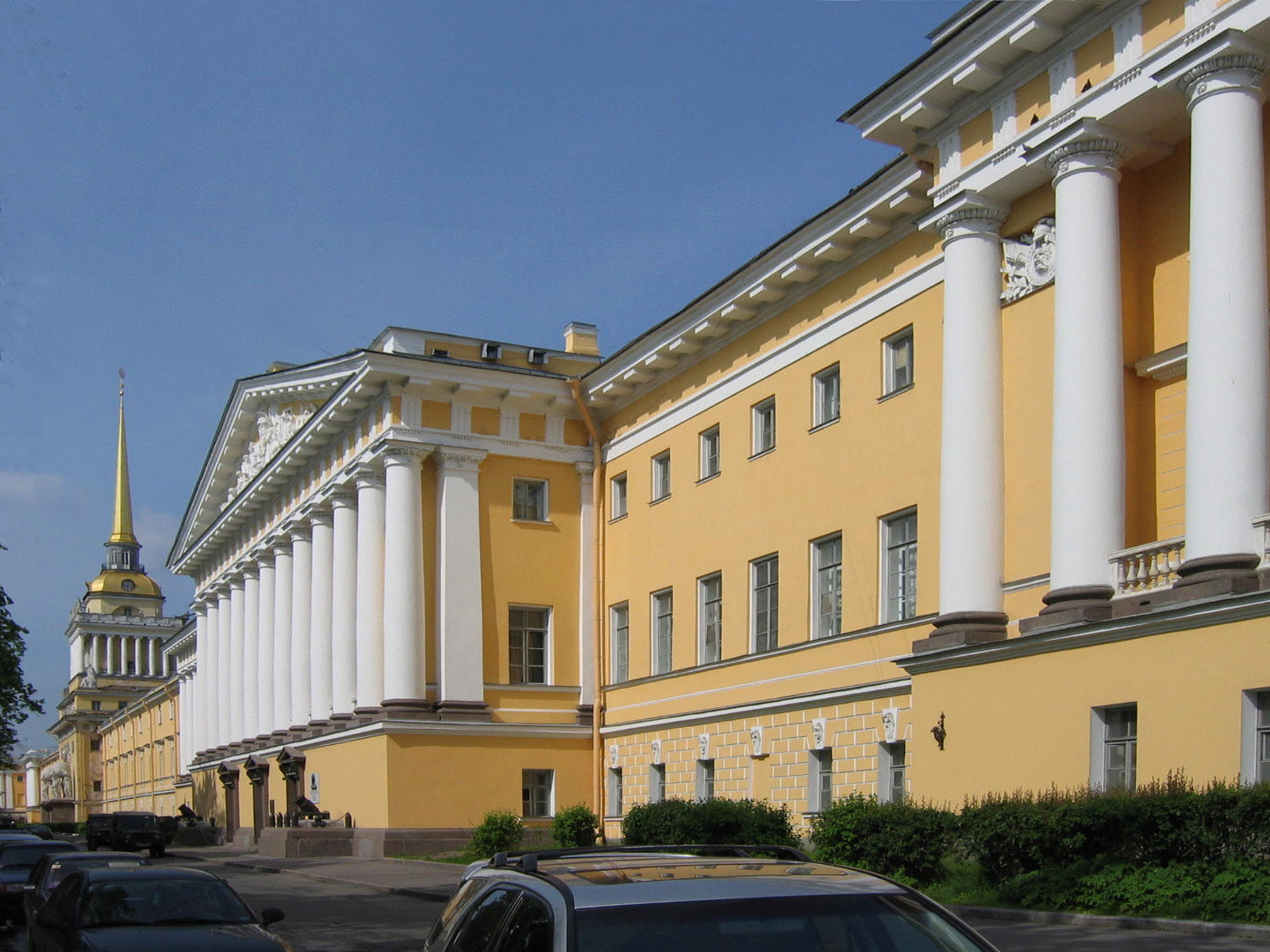
Andrejan Zacharov: Admiraliteit, Sint-Petersburg, 1806-15
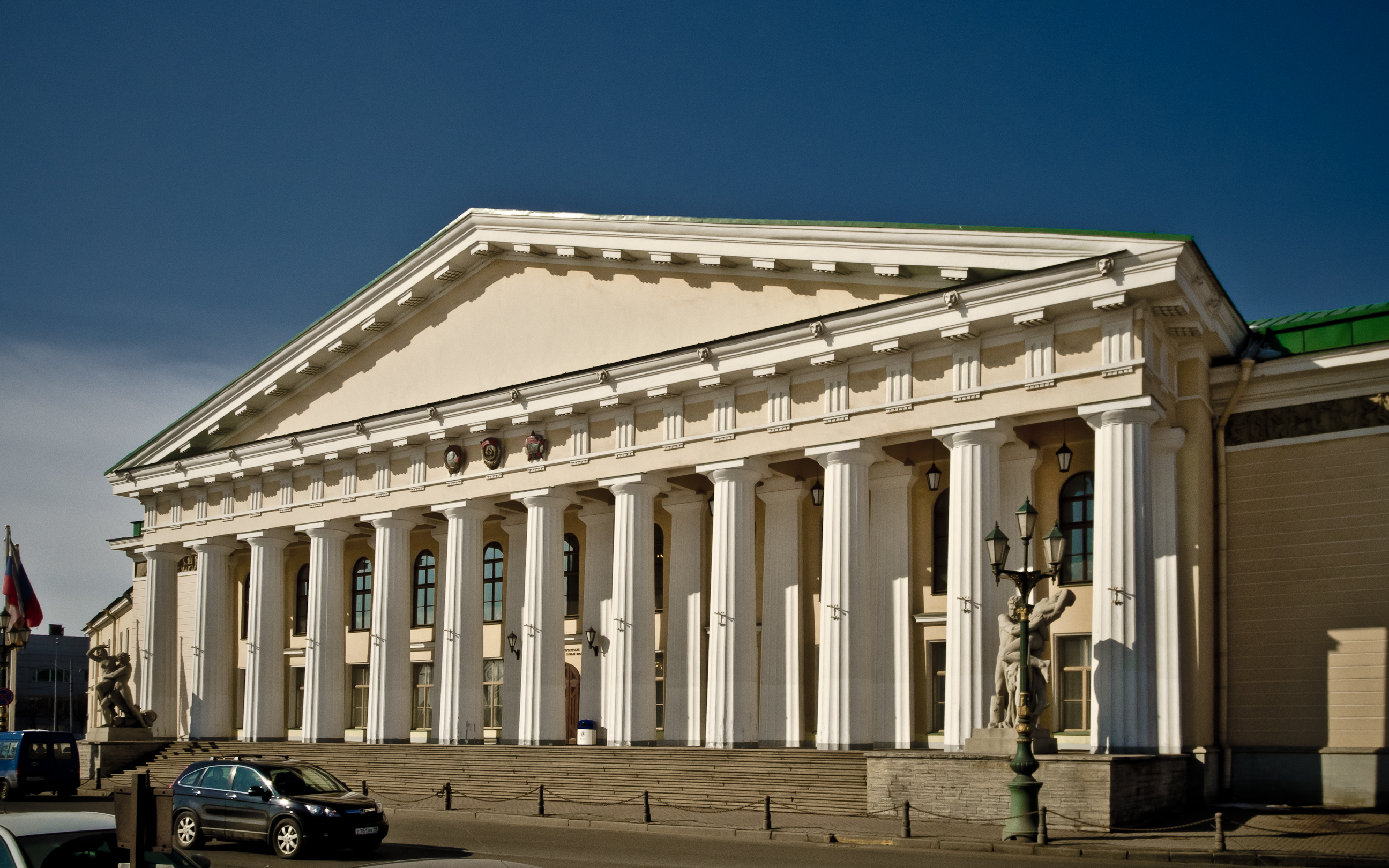
Andrey Voronikhin: Mijnbouwacademie, Sint-Petersburg, 1811
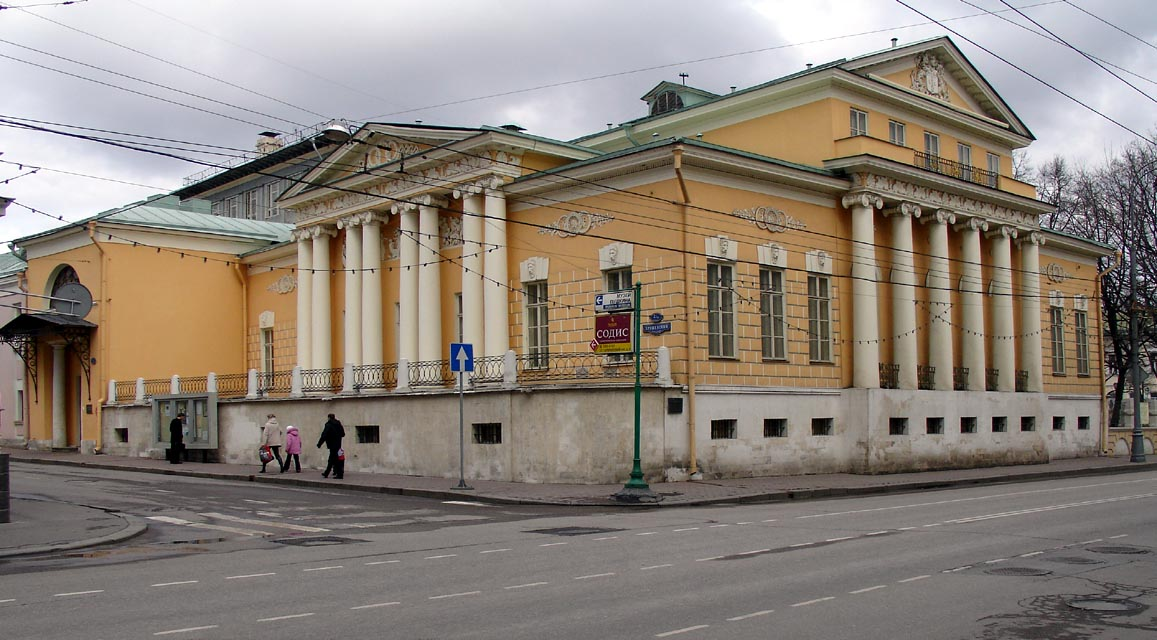
Afanasy Grigoriev: Khrushyov Huis, thans Poesjkinmuseum, Moskou, ca. 1820

## Verenigd Koninkrijk
In Engeland, Wales, Schotland en Ierland was het palladianisme lange tijd de dominante stroming in de architectuur. Gebouwen als Banqueting House, Chiswick House en Holkham Hall hadden grote invloed op laat-18e-eeuwse architecten, waarvan Robert Adam, William Chambers, John Nash, James Wyatt en John Soane de meest vooraanstaande waren.
De Schotse broers John en Robert Adam ontwierpen huizen, interieurs en mausolea vooral voor de Engelse aristocratie, maar daarnaast ook openbare gebouwen in Londen (het gebouw van de Royal Society for the Arts) en Edinburgh. De eveneens uit Schotland afkomstige architect William Chambers bouwde behalve in Londen (Somerset House) en Edinburgh (Dundas House, nu Royal Bank of Scotland), vooral in Ierland (Leinster House). John Nash is vooral bekend van de Marble Arch in Londen en het Royal Pavilion in Brighton. Met zijn ontwerpen voor Trafalgar Square, The Strand en de rijen witgepleisterde portico-woningen in Regent Street en Park Crescent, drukte hij zijn stempel op 'Regency Londen'. James Wyatt deed hetzelfde in Oxford met het Radcliffe Observatory en nieuwbouw voor diverse colleges. Het belangrijkste nog bestaande bouwwerk van Soane is de Bank of England, maar daarnaast ontwierp hij enkele musea: de Dulwich Picture Gallery en zijn eigen Sir John Soane's Museum.
Aan het begin van de 19e eeuw waren William Henry Playfair en Robert Smirke de voornaamste nieuwkomers, die het neoclassicisme in het Verenigd Koninkrijk kwamen versterken. De in Londen geboren Schot Playfair werkte voornamelijk in Edinburgh, waar hij onder andere de naast elkaar gelegen National Gallery of Scotland en de Royal Scottish Academy ontwierp. Robert Smirke was een leerling van Soane en bouwde in Londen onder meer de Oxford and Cambridge Club, Canada House en zijn magnum opus, het British Museum.

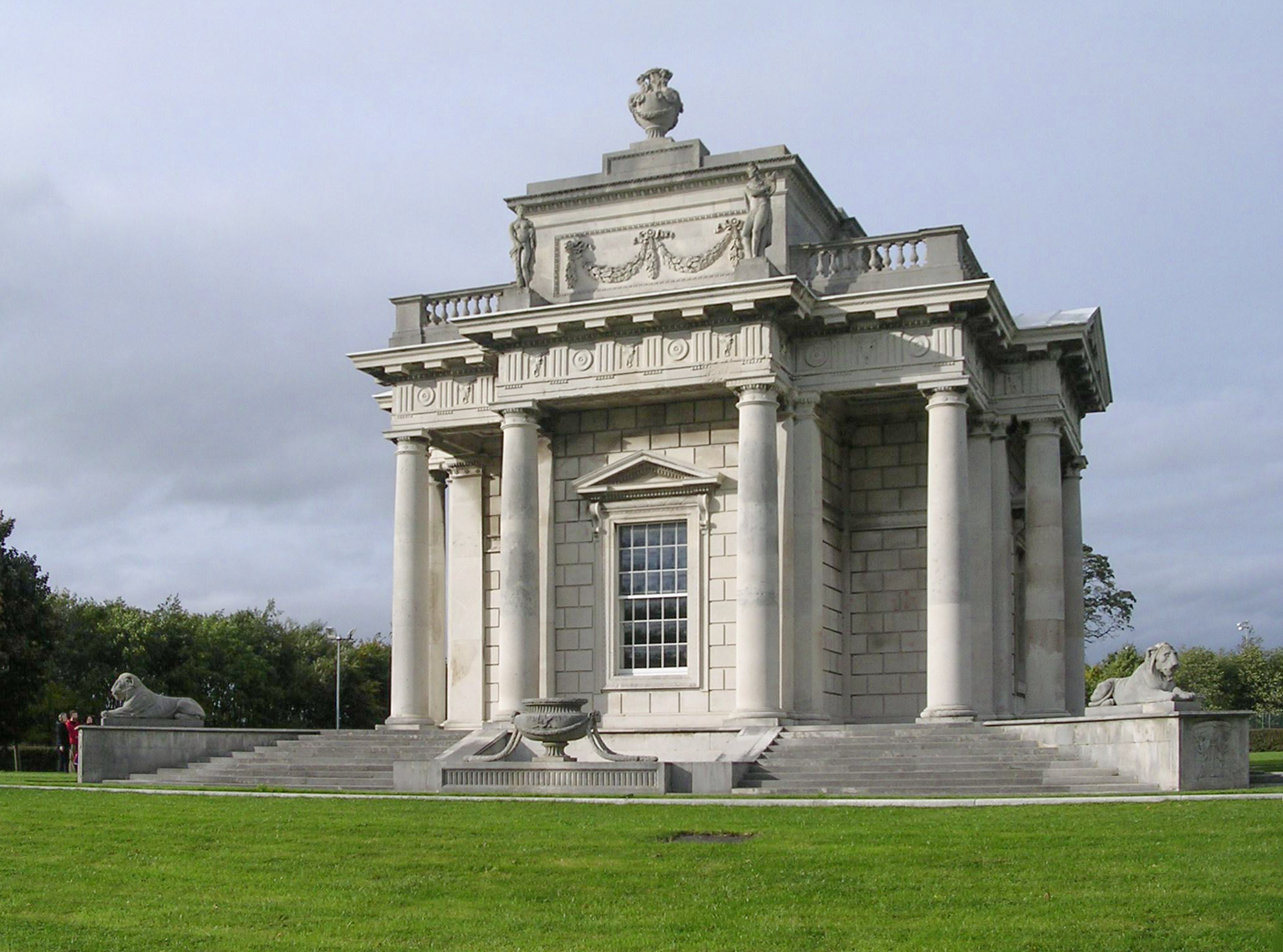
William Chambers: Marino Casino, Dublin, 1758–76
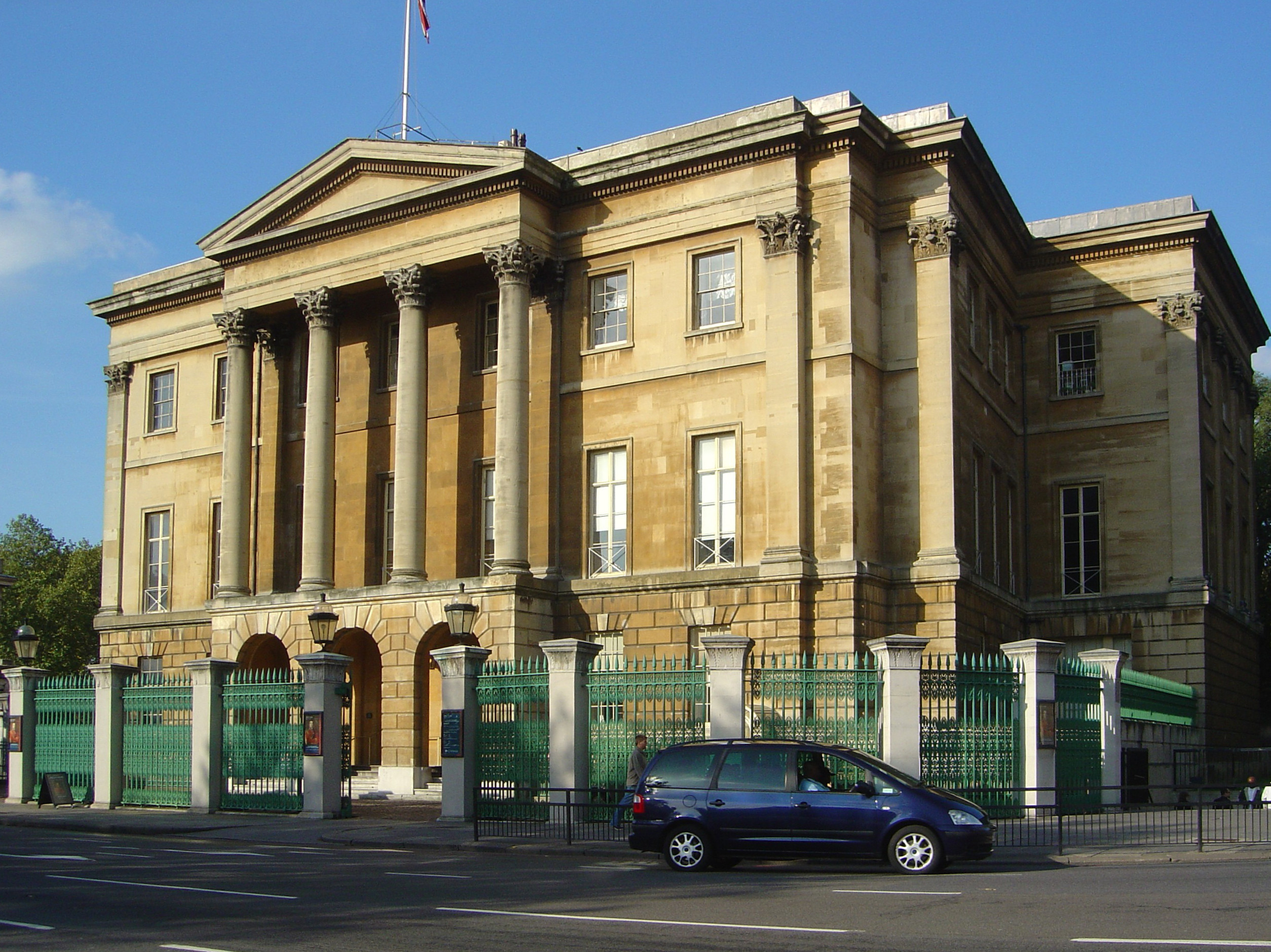
Robert Adam: Apsley House, Londen, 1771
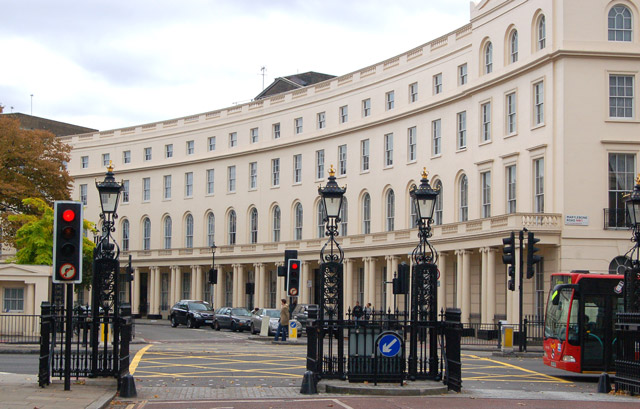
John Nash: Park Crescent, Londen, 1806-21
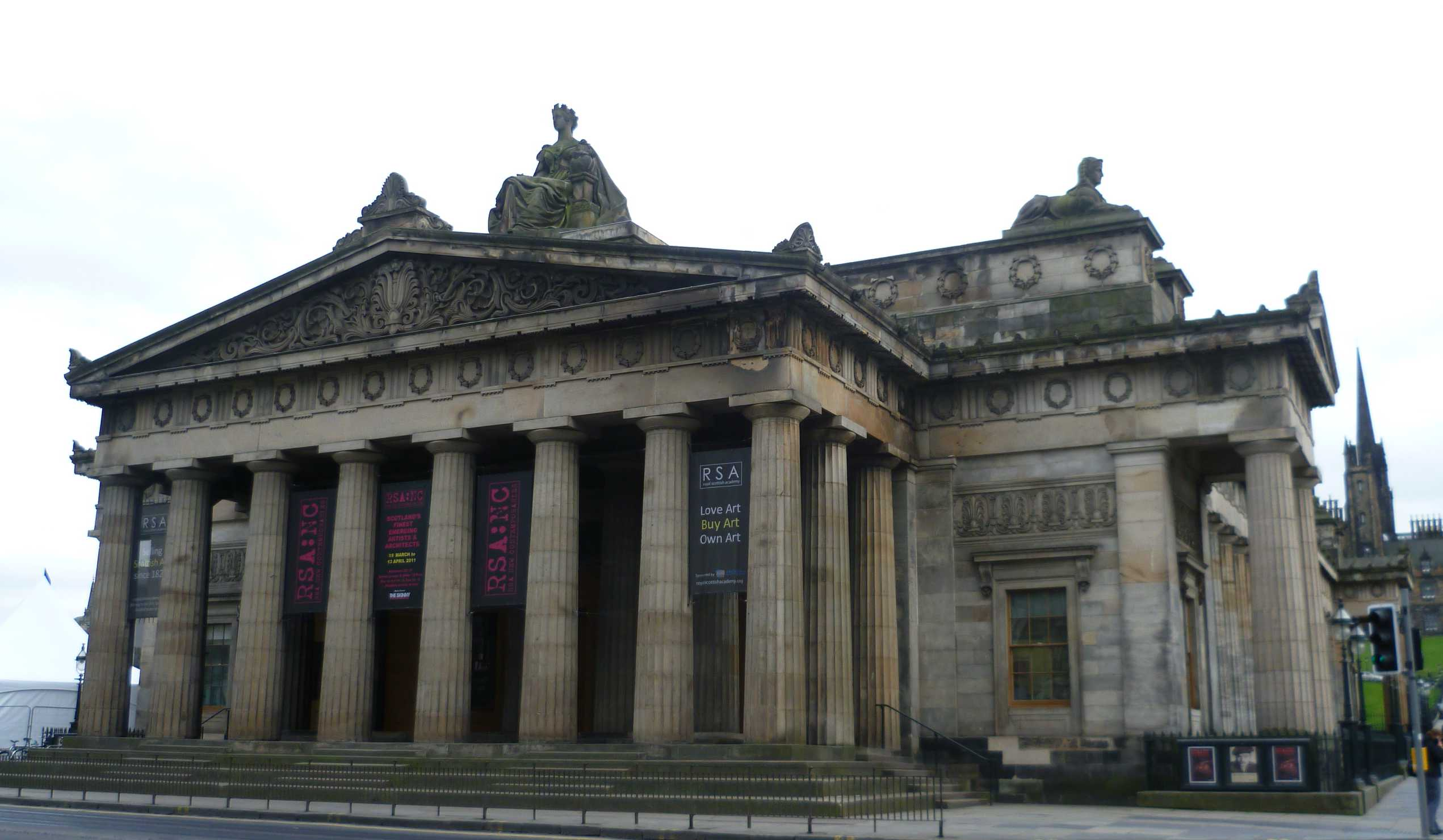
William Henry Playfair: Royal Scottish Academy, Edinburgh, 1822-26

## Verenigde Staten
In de Verenigde Staten was het de Engelsman Benjamin Henry Latrobe die er de neoklassieke beeldtaal introduceerde. Samen met William Thornton en anderen ontwierp hij het Capitool in Washington D.C.. De vooral in Philadelphia werkzame architect William Strickland wordt eveneens gezien als een van de 'founding fathers' van de Greek revival style in de Verenigde Staten. De Amerikaanse president Thomas Jefferson was na zijn twee ambtstermijnen een van de oprichters van de Universiteit van Virginia, waarvoor hij ook de gebouwen tekende in Palladianistische stijl. Ook het ontwerp van zijn woonhuis Monticello en het Capitool van Virginia was van zijn eigen hand. Zowel de Jeffersoniaanse architectuur als de strengere federale stijl bleven in Amerika tot ver in de 20e eeuw populair bij de bouw van onder andere regeringsgebouwen (in vrijwel alle statenhoofdsteden) en landhuizen (vooral in de Zuidelijke Verenigde Staten). Enkele late uitingen van Amerikaans neoclassicisme zijn de New York Public Library (1897-1911), de New York Historical Society (1908) en de U.S. Post Office (1935) in New York, en het Lincoln Memorial (1923), de National Gallery of Art (1937) en het Jefferson Memorial (1938) in Washington D.C.

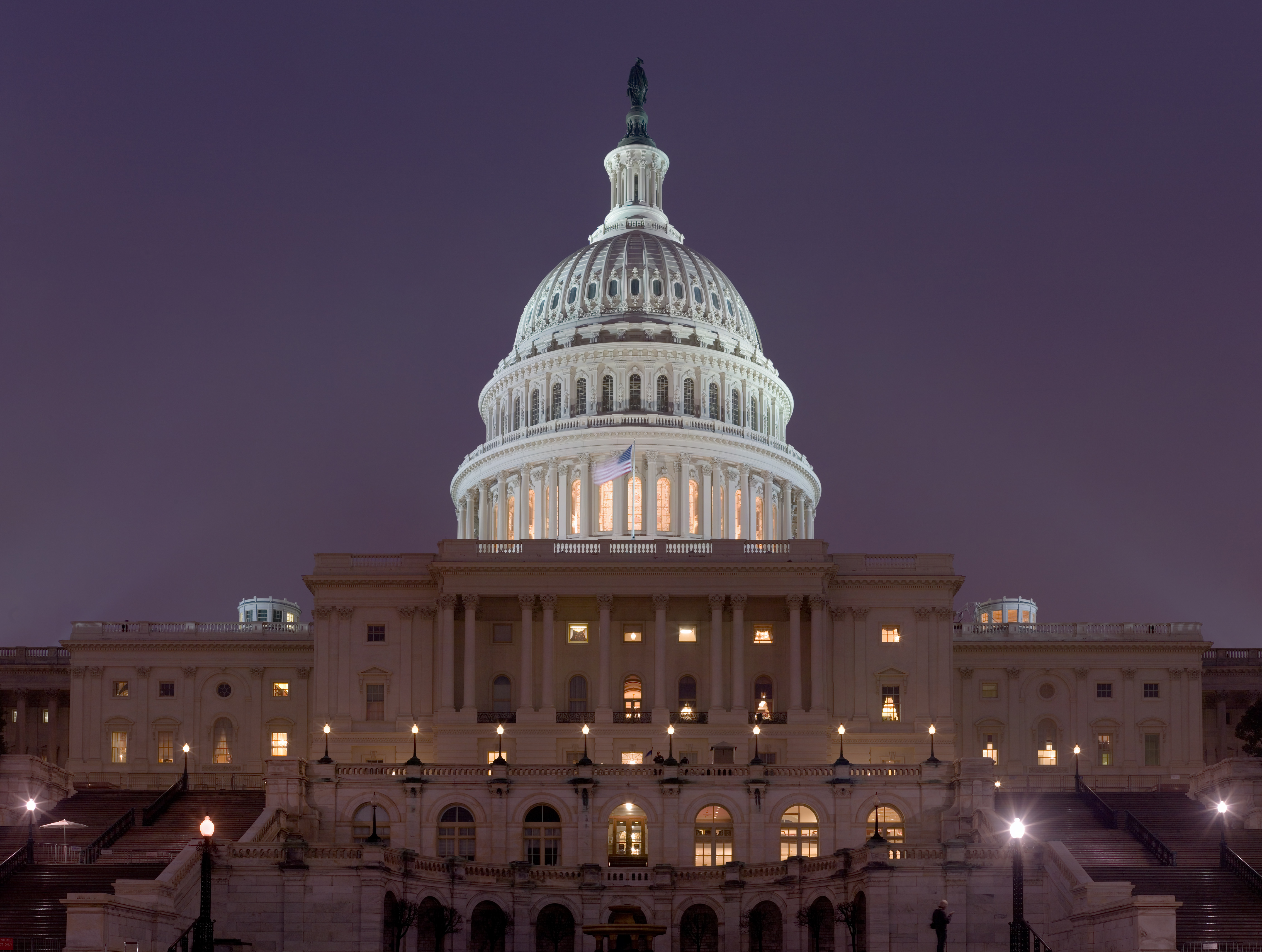
William Thornton (en anderen): Capitool, Washington D.C., vanaf 1793
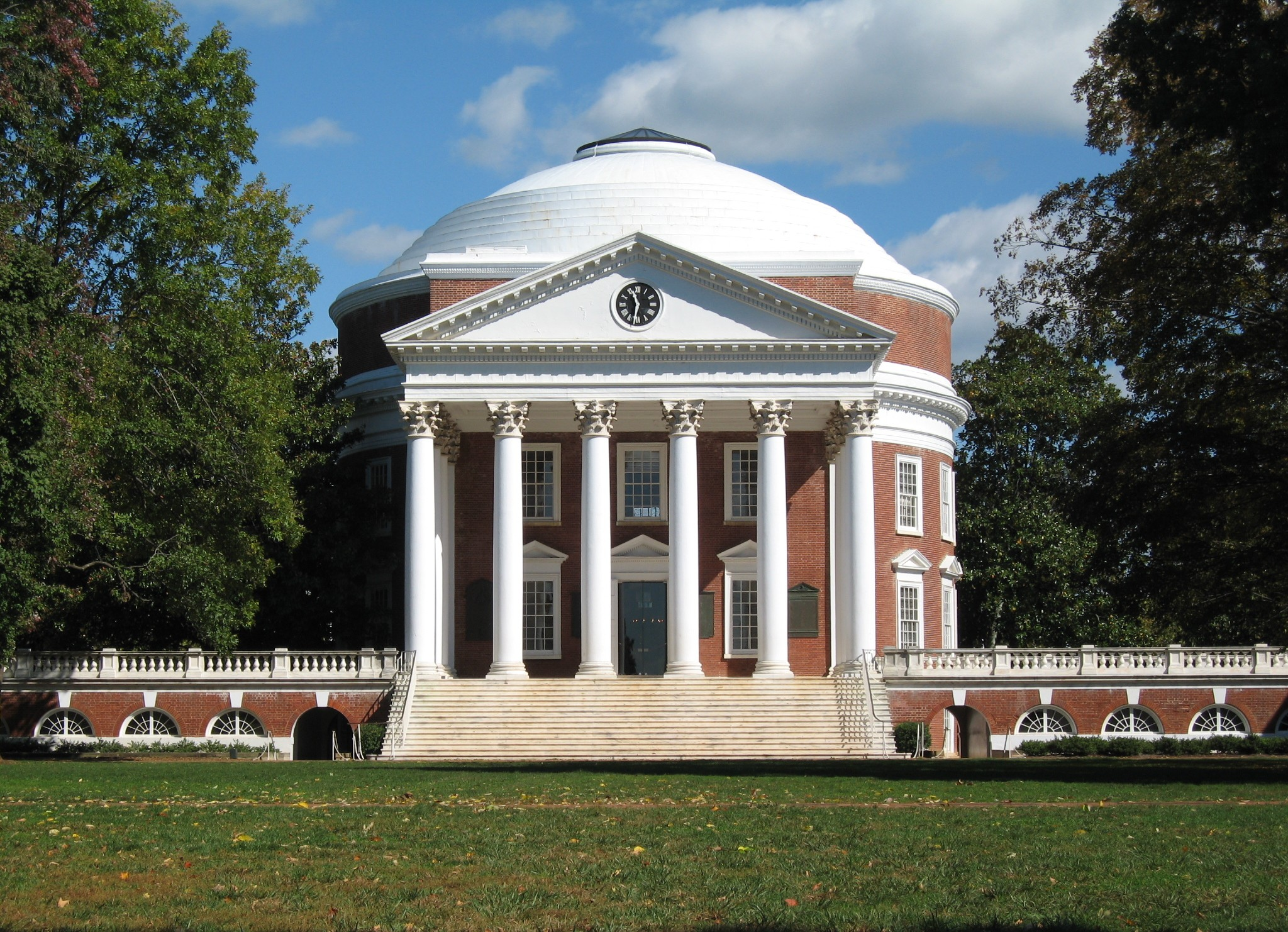
Thomas Jefferson: Rotunda Universiteit van Virginia, 1819
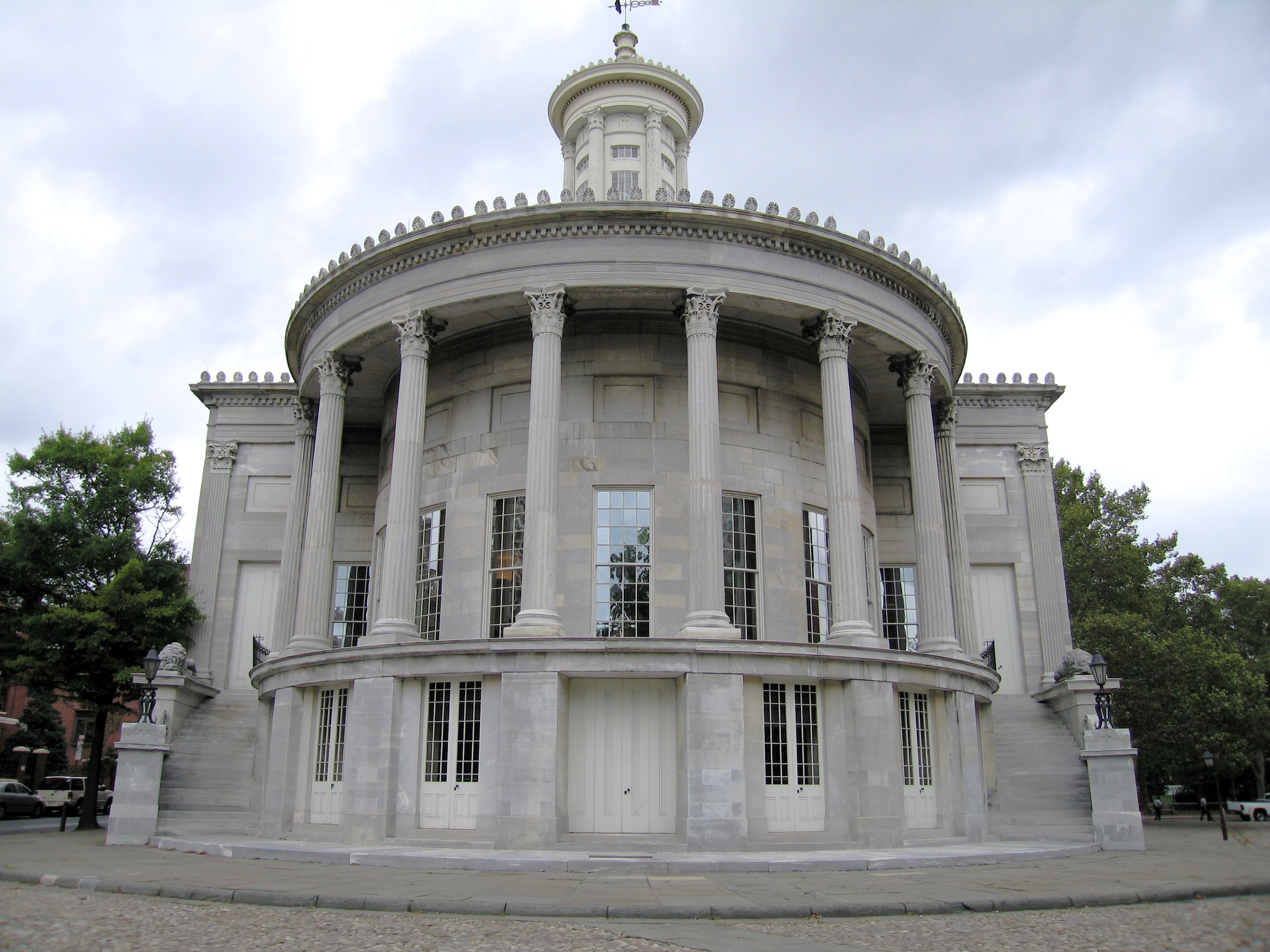
William Strickland: Beurs van Philadelphia, 1832
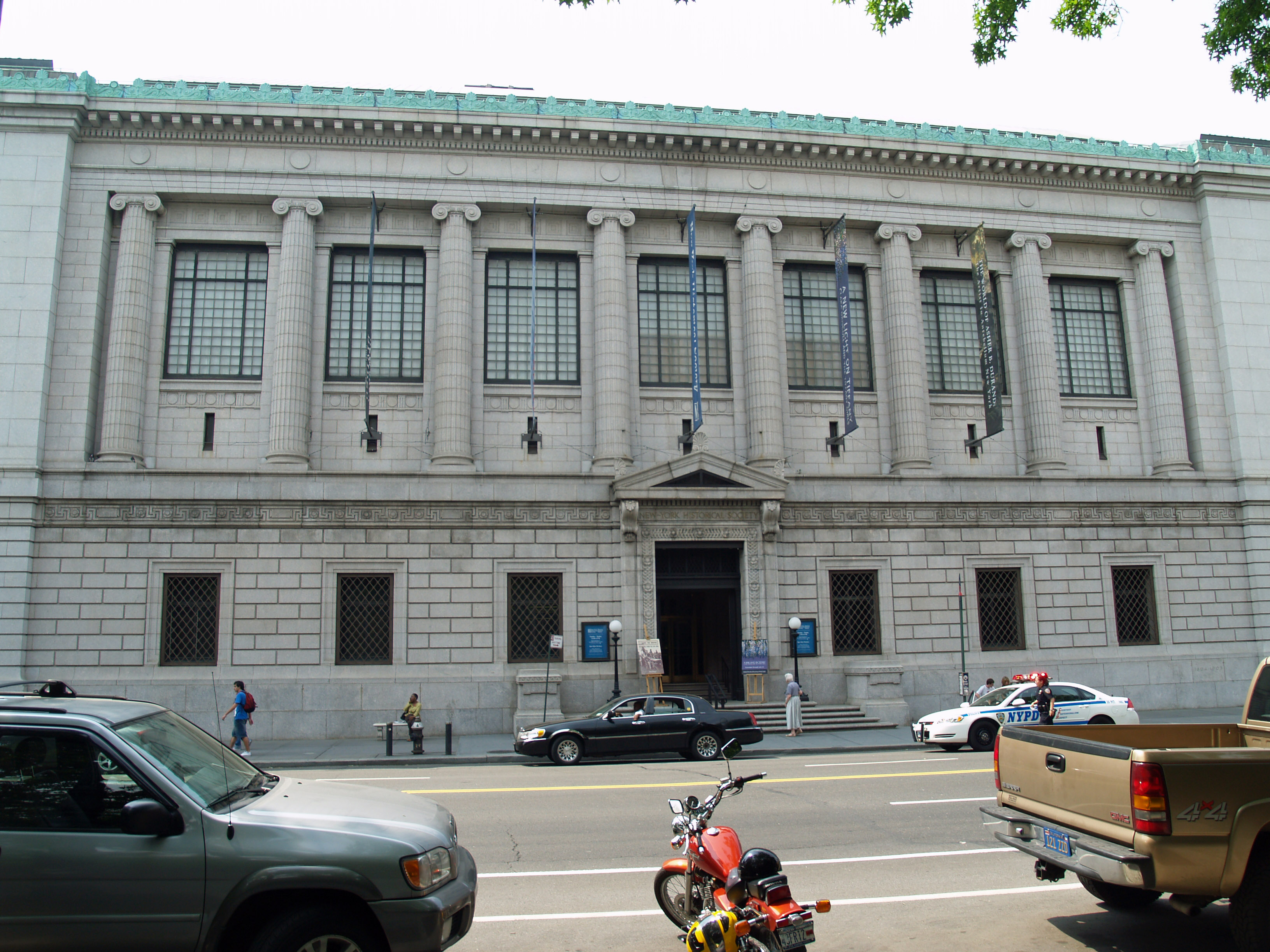
York & Sawyer: New York Historical Society, New York, 1908

## Elders
De koloniale architectuur in Australië, Azië, Afrika en Zuid-Amerika reflecteert veelal de Europese smaak van die periode. In Australië en Canada lijken veel 19e-eeuwse kerken, paleizen en overheidsgebouwen kopieën van gebouwen in Groot-Brittannië. Zo zou het Parlement van Victoria in Melbourne geïnspireerd zijn door het Stadhuis van Leeds. Ook in India en in andere voormalige Britse en Franse koloniën zijn veel klassiek ogende gebouwen te vinden, die in de meeste gevallen na de bloeitijd van het neoclassicisme in Europa tot stand kwamen.
In Indonesië (voormalig Nederlands-Indië) kwam in de koloniale periode een groot aantal neoclassicistische gebouwen tot stand, meer dan in het moederland zelf. Voorbeelden in Jakarta zijn: de Immanuelkerk, de Willemskerk, de Stadsschouwburg, het Nationaal Museum van Indonesië, de Javasche Bank, het Paleis van Justitie, de Volksraad en de paleizen Daendels en Weltevreden. Elders op Java: het voormalige Paleis Buitenzorg in Bogor, de Werfstraat in Soerabaja, het stadhuis van Semarang en de militaire sociëteit van Cimahi. In Paramaribo staan rond het Onafhankelijkheidsplein enkele neoclassicistische overheidsgebouwen.
In Latijns-Amerika was de Spaans-Portugese voorkeur voor barok lange tijd bepalend voor de ontwikkeling van de koloniale architectuur. De 19e-eeuwse theaters van Recife en Belém laten echter een duidelijk klassieke invloed zien. De kerk van San Agustín in Santiago de Chili kreeg in 1850 een neoclassicistische façade. De van oorsprong Deense architect Thomas Reed bouwde in de Colombiaanse hoofdstad Bogota het Parlementsgebouw en het Nationaal Museum.

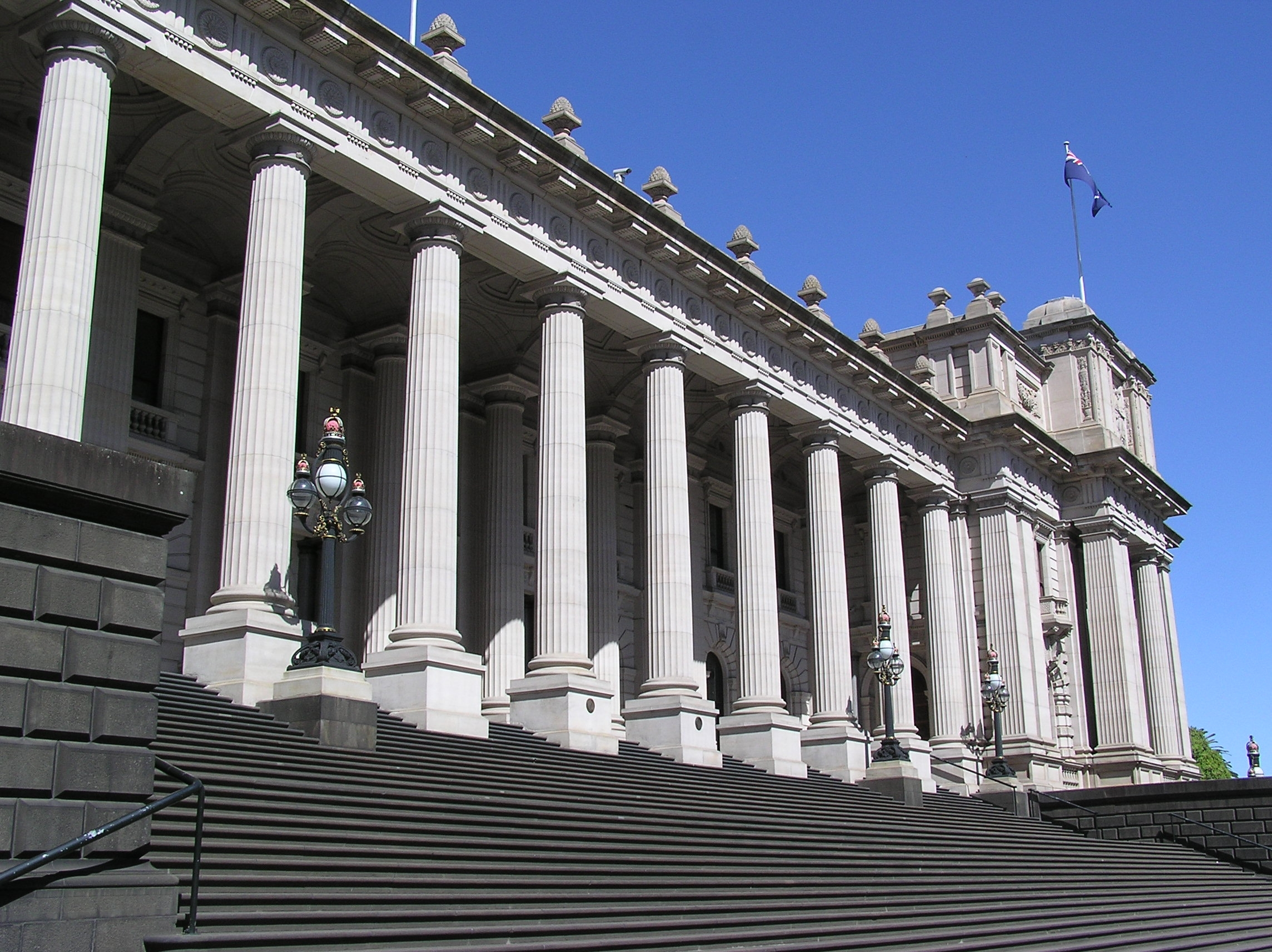
Charles Pasley: Parlementsgebouw Victoria, Melbourne, 1855
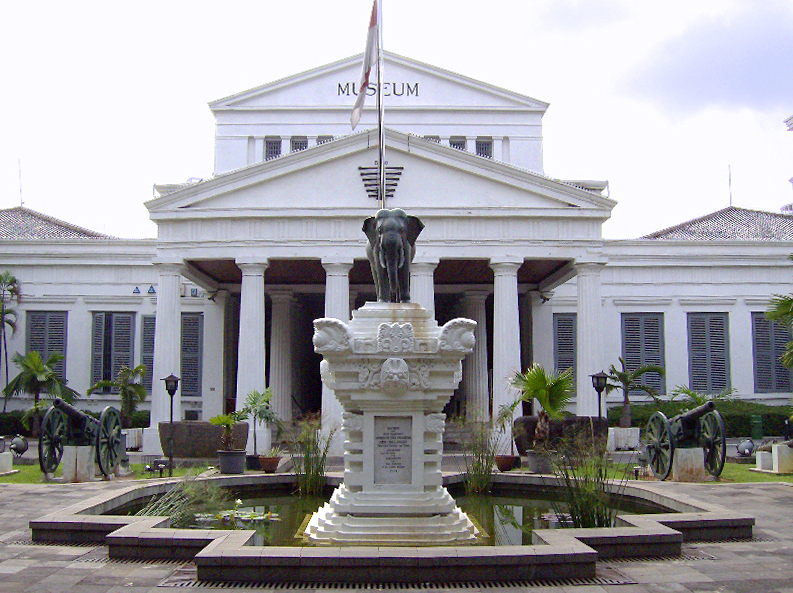
Onbekend: Nationaal Museum van Indonesië, Jakarta, 1862-68
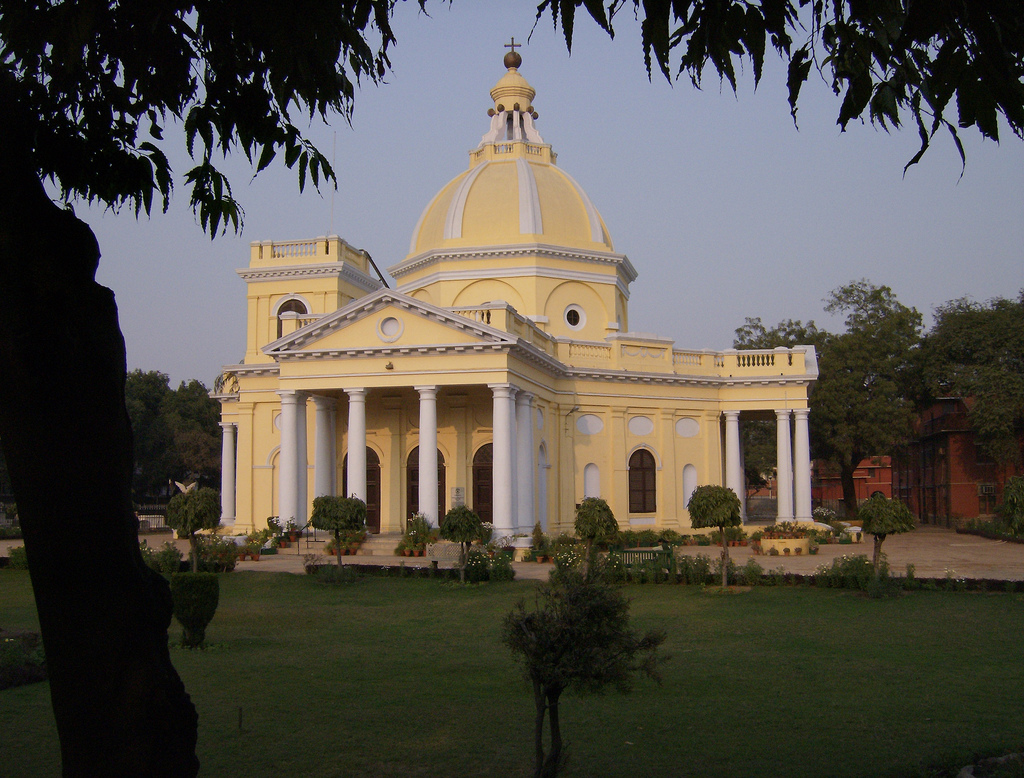
James Skinner: Saint James Church, Delhi, 1836
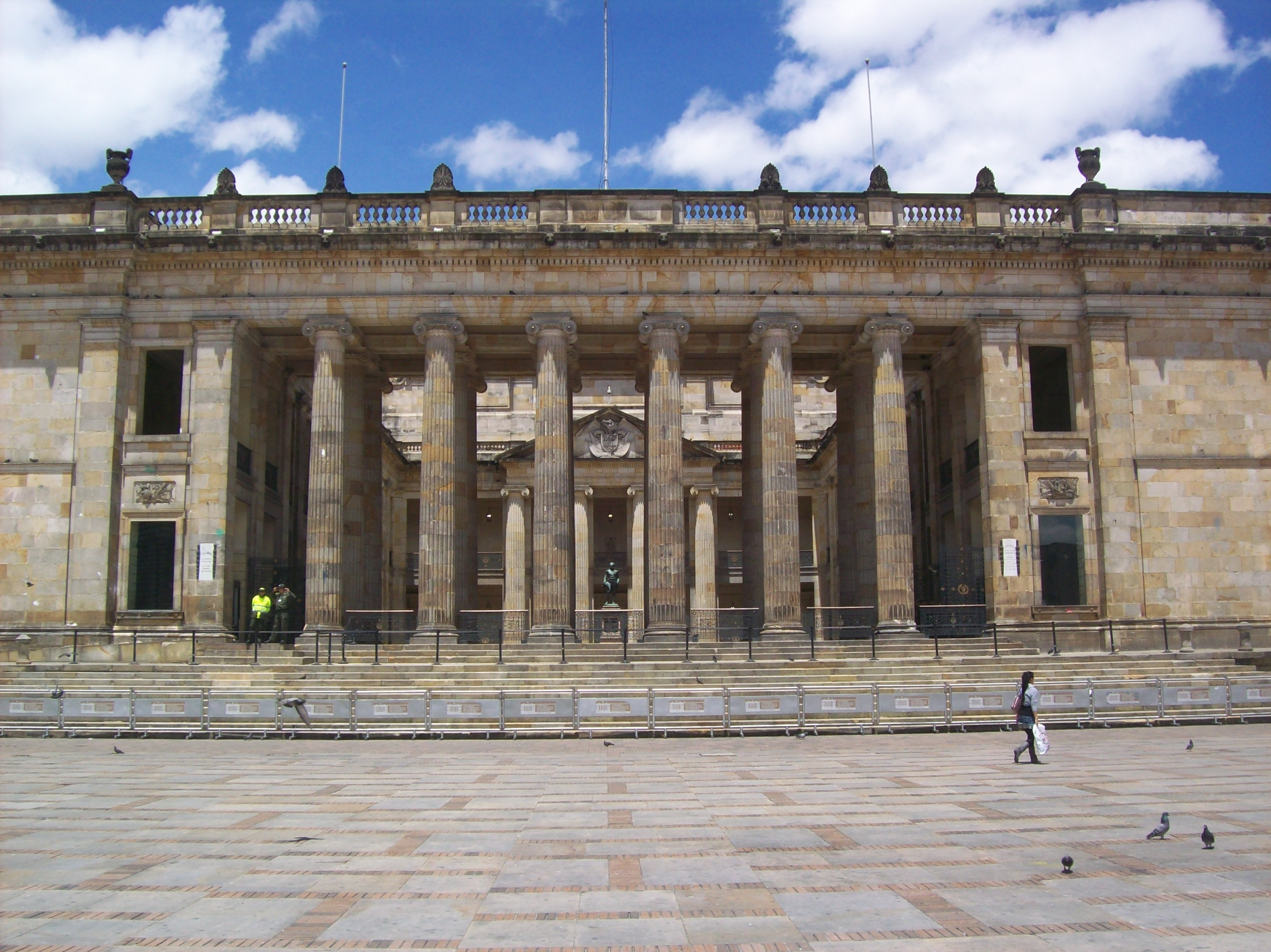
Thomas Reed: Parlementsgebouw, Bogota, 1848-1926